# 嶺南
| 嶺南のデータ |                                               |  |
| 国           | 日本                                          |  |
| 地方         | 中部地方、北陸地方、近畿地方                  |  |
| 面積         | 1,099.91 km²                                  |  |
| 推計人口     | 126,771 人 （全県比：17.3%） （2025年4月1日） |  |
|              |                                               |  |

嶺南（れいなん）は、福井県の山中峠・木ノ芽峠・栃ノ木峠以南の地域名。令制国の若狭国全域と越前国敦賀郡（現・敦賀市）に相当する。若狭地方と呼ばれることもあるが、若狭国とは範囲が異なる。

## 概要
呼称は、北陸道（北国街道）の難所である木ノ芽峠（木嶺）より南側を『木嶺以南』（もくれいいなん）と呼び始めた事に由来する。木ノ芽峠（木嶺）は1876年の敦賀県廃止による石川県・滋賀県への編入時に両県の県境となり、1881年の福井県再設置以降も地域区分の境界となっている。
嶺北との境界は山中峠・木ノ芽峠・栃ノ木峠の稜線である。地域名としては天気予報などで日常的に用いられる。嶺南には若狭湾岸、江戸時代の小浜藩領および支藩の敦賀藩領といった共通項が見られる（後節も参照）。木ノ芽峠は冬になると雪で閉ざされる交通の難所であり、同じ福井県であっても嶺北との交流が限られたことから文化が異なる一因となった。明治に鉄道が開通したものの厳しい地形条件から敦賀から福井までは長時間かかり、1962年に北陸本線の北陸トンネルが開通したことでようやく嶺南と嶺北との本格的な交流が可能となった。
観光ガイドなどで北近畿に含まれることもある。京都までの距離が短く、道中では琵琶湖水運も利用できるため、若狭湾岸の港は歴史的に京都の「日本海側の外港」という側面を持っており、近江国とのつながりも強い。その影響もあって、嶺南地方で話されている方言（嶺南方言）は近畿方言に分類され、舞鶴弁や近江弁などに近い。
また、嶺南には原子力発電所が多く立ち並ぶため「原発銀座」としても知られる。敦賀市以外の嶺南地域は中日本エリアでは三重県の熊野市地域とともに関西電力送配電の営業地域となっている。

## 自治体
以下の2市3郡4町からなる。
- 敦賀市（福井県嶺南振興局所在地）
- 小浜市（福井県嶺南振興局所在地）
- 三方郡
  - 美浜町
- 大飯郡
  - 高浜町 - おおい町
- 三方上中郡
  - 若狭町

### 地域名称
この地域を表す名称として、嶺南のほかに若狭という名称が用いられることもある。敦賀市は、令制国では北陸道の入口として越前国に属しているが、若狭湾に面する地理的な位置や、江戸時代には若狭酒井家の統治する小浜藩（若狭藩）の領地（越前敦賀郡の大部分は小浜藩領（若狭藩領）・残りが小浜藩（若狭藩）の支藩である敦賀藩の領地）であった歴史的背景から、便宜的に嶺南を「若狭」という名称で扱われることがままある。一方で、1942年の地方官官制改正による地方事務所の区分でも見られる、敦賀市と三方郡の嶺南東部を「二州」、遠敷郡（小浜市など）と大飯郡の嶺南西部を「若狭」と表示される例もある。ただし、若狭（旧国名）に比べて、二州（「二」は越前国と若狭国の2国、あるいは敦賀郡と三方郡の2郡を指す）の名称はあまり一般的ではない。

### 自治体の沿革
| 令 制 国 | 地 域 区 分 | 所 属 郡 | 明治以前   | 明治以前   | 明治初年 - 明治11年            | 明治12年 - 明治22年    | 明治22年 4月1日 町村制施行 | 明治22年 - 昭和20年          | 昭和20年 - 昭和64年          | 昭和20年 - 昭和64年          | 平成元年 - 現在                  | 現在     |
| -------- | ----------- | -------- | ---------- | ---------- | ------------------------------ | ---------------------- | -------------------------- | ---------------------------- | ---------------------------- | ---------------------------- | -------------------------------- | -------- |
| 越 前 国 | 二 州       | 敦 賀 郡 | 津内村     | 津内村     | 津内村                         | 明治14年 津内村        | 敦賀町                     | 昭和12年4月1日 敦賀市        | 敦賀市                       | 敦賀市                       | 敦賀市                           | 敦賀市   |
| 越 前 国 | 二 州       | 敦 賀 郡 | 敦賀町     | 一部       | 敦賀町                         | 明治14年 津内村        | 敦賀町                     | 昭和12年4月1日 敦賀市        | 敦賀市                       | 敦賀市                       | 敦賀市                           | 敦賀市   |
| 越 前 国 | 二 州       | 敦 賀 郡 | 敦賀町     | 一部       | 敦賀町                         | 敦賀町                 | 敦賀町                     | 昭和12年4月1日 敦賀市        | 敦賀市                       | 敦賀市                       | 敦賀市                           | 敦賀市   |
| 越 前 国 | 二 州       | 敦 賀 郡 | 泉村       | 泉村       | 明治7年 敦賀町の一部（月見町） | 明治14年 泉村          | 敦賀町                     | 昭和12年4月1日 敦賀市        | 敦賀市                       | 敦賀市                       | 敦賀市                           | 敦賀市   |
| 越 前 国 | 二 州       | 敦 賀 郡 | 河原村     | 河原村     | 明治7年 敦賀町の一部（稲荷町） | 明治14年 三島村        | 敦賀町                     | 昭和12年4月1日 敦賀市        | 敦賀市                       | 敦賀市                       | 敦賀市                           | 敦賀市   |
| 越 前 国 | 二 州       | 敦 賀 郡 | 新津内村   |            | 明治7年 敦賀町の一部（稲荷町） | 明治14年 三島村        | 敦賀町                     | 昭和12年4月1日 敦賀市        | 敦賀市                       | 敦賀市                       | 敦賀市                           | 敦賀市   |
| 越 前 国 | 二 州       | 敦 賀 郡 | 今屋敷村   |            | 明治7年 敦賀町の一部（稲荷町） | 明治14年 三島村        | 敦賀町                     | 昭和12年4月1日 敦賀市        | 敦賀市                       | 敦賀市                       | 敦賀市                           | 敦賀市   |
| 越 前 国 | 二 州       | 敦 賀 郡 | 新田村     |            | 明治7年 敦賀町の一部（稲荷町） | 明治14年 三島村        | 敦賀町                     | 昭和12年4月1日 敦賀市        | 敦賀市                       | 敦賀市                       | 敦賀市                           | 敦賀市   |
| 越 前 国 | 二 州       | 敦 賀 郡 | 徳市村     | 徳市村     | 明治7年 敦賀町の一部（八幡町） | 明治14年 三島村        | 敦賀町                     | 昭和12年4月1日 敦賀市        | 敦賀市                       | 敦賀市                       | 敦賀市                           | 敦賀市   |
| 越 前 国 | 二 州       | 敦 賀 郡 | 田島村     |            | 明治7年 敦賀町の一部（八幡町） | 明治14年 三島村        | 敦賀町                     | 昭和12年4月1日 敦賀市        | 敦賀市                       | 敦賀市                       | 敦賀市                           | 敦賀市   |
| 越 前 国 | 二 州       | 敦 賀 郡 | 沓見村     | 沓見村     | 沓見村                         | 沓見村                 | 松原村                     | 昭和12年4月1日 敦賀市        | 敦賀市                       | 敦賀市                       | 敦賀市                           | 敦賀市   |
| 越 前 国 | 二 州       | 敦 賀 郡 | 木崎村     | 木崎村     | 木崎村                         | 木崎村                 | 松原村                     | 昭和12年4月1日 敦賀市        | 敦賀市                       | 敦賀市                       | 敦賀市                           | 敦賀市   |
| 越 前 国 | 二 州       | 敦 賀 郡 | 櫛川村     | 櫛川村     | 櫛川村                         | 櫛川村                 | 松原村                     | 昭和12年4月1日 敦賀市        | 敦賀市                       | 敦賀市                       | 敦賀市                           | 敦賀市   |
| 越 前 国 | 二 州       | 敦 賀 郡 | 鋳物師村   | 鋳物師村   | 明治11年 松島村                | 松島村                 | 松原村                     | 昭和12年4月1日 敦賀市        | 敦賀市                       | 敦賀市                       | 敦賀市                           | 敦賀市   |
| 越 前 国 | 二 州       | 敦 賀 郡 | 松中村     |            | 明治11年 松島村                | 松島村                 | 松原村                     | 昭和12年4月1日 敦賀市        | 敦賀市                       | 敦賀市                       | 敦賀市                           | 敦賀市   |
| 越 前 国 | 二 州       | 敦 賀 郡 | 今浜村     |            | 明治11年 松島村                | 松島村                 | 松原村                     | 昭和12年4月1日 敦賀市        | 敦賀市                       | 敦賀市                       | 敦賀市                           | 敦賀市   |
| 越 前 国 | 二 州       | 敦 賀 郡 | 原村       | 原村       | 原村                           | 原村                   | 松原村                     | 昭和12年4月1日 敦賀市        | 敦賀市                       | 敦賀市                       | 敦賀市                           | 敦賀市   |
| 越 前 国 | 二 州       | 敦 賀 郡 | 二村浦     | 二村浦     | 二村浦                         | 二村浦                 | 松原村                     | 昭和12年4月1日 敦賀市        | 敦賀市                       | 敦賀市                       | 敦賀市                           | 敦賀市   |
| 越 前 国 | 二 州       | 敦 賀 郡 | 名子浦     | 名子浦     | 名子浦                         | 名子浦                 | 松原村                     | 昭和12年4月1日 敦賀市        | 敦賀市                       | 敦賀市                       | 敦賀市                           | 敦賀市   |
| 越 前 国 | 二 州       | 敦 賀 郡 | 縄間浦     | 縄間浦     | 縄間浦                         | 縄間浦                 | 松原村                     | 昭和12年4月1日 敦賀市        | 敦賀市                       | 敦賀市                       | 敦賀市                           | 敦賀市   |
| 越 前 国 | 二 州       | 敦 賀 郡 | 常宮浦     | 常宮浦     | 常宮浦                         | 常宮浦                 | 松原村                     | 昭和12年4月1日 敦賀市        | 敦賀市                       | 敦賀市                       | 敦賀市                           | 敦賀市   |
| 越 前 国 | 二 州       | 敦 賀 郡 | 沓浦       | 沓浦       | 沓浦                           | 沓浦                   | 松原村                     | 昭和12年4月1日 敦賀市        | 敦賀市                       | 敦賀市                       | 敦賀市                           | 敦賀市   |
| 越 前 国 | 二 州       | 敦 賀 郡 | 手ノ浦     | 手ノ浦     | 手ノ浦                         | 手ノ浦                 | 松原村                     | 昭和12年4月1日 敦賀市        | 敦賀市                       | 敦賀市                       | 敦賀市                           | 敦賀市   |
| 越 前 国 | 二 州       | 敦 賀 郡 | 色ヶ浜浦   | 色ヶ浜浦   | 色ヶ浜浦                       | 色ヶ浜浦               | 松原村                     | 昭和12年4月1日 敦賀市        | 敦賀市                       | 敦賀市                       | 敦賀市                           | 敦賀市   |
| 越 前 国 | 二 州       | 敦 賀 郡 | 浦底浦     | 浦底浦     | 浦底浦                         | 浦底浦                 | 松原村                     | 昭和12年4月1日 敦賀市        | 敦賀市                       | 敦賀市                       | 敦賀市                           | 敦賀市   |
| 越 前 国 | 二 州       | 敦 賀 郡 | 立石浦     | 立石浦     | 立石浦                         | 立石浦                 | 松原村                     | 昭和12年4月1日 敦賀市        | 敦賀市                       | 敦賀市                       | 敦賀市                           | 敦賀市   |
| 越 前 国 | 二 州       | 敦 賀 郡 | 白木浦     | 白木浦     | 白木浦                         | 白木浦                 | 松原村                     | 昭和12年4月1日 敦賀市        | 敦賀市                       | 敦賀市                       | 敦賀市                           | 敦賀市   |
| 越 前 国 | 二 州       | 敦 賀 郡 | 田結浦     | 田結浦     | 田結浦                         | 田結浦                 | 東浦村                     | 東浦村                       | 東浦村                       | 昭和30年1月15日 敦賀市に編入 | 敦賀市                           | 敦賀市   |
| 越 前 国 | 二 州       | 敦 賀 郡 | 赤崎浦     | 赤崎浦     | 赤崎浦                         | 赤崎浦                 | 東浦村                     | 東浦村                       | 東浦村                       | 昭和30年1月15日 敦賀市に編入 | 敦賀市                           | 敦賀市   |
| 越 前 国 | 二 州       | 敦 賀 郡 | 江良浦     | 江良浦     | 江良浦                         | 江良浦                 | 東浦村                     | 東浦村                       | 東浦村                       | 昭和30年1月15日 敦賀市に編入 | 敦賀市                           | 敦賀市   |
| 越 前 国 | 二 州       | 敦 賀 郡 | 五幡浦     | 五幡浦     | 五幡浦                         | 五幡浦                 | 東浦村                     | 東浦村                       | 東浦村                       | 昭和30年1月15日 敦賀市に編入 | 敦賀市                           | 敦賀市   |
| 越 前 国 | 二 州       | 敦 賀 郡 | 挙野浦     | 挙野浦     | 挙野浦                         | 挙野浦                 | 東浦村                     | 東浦村                       | 東浦村                       | 昭和30年1月15日 敦賀市に編入 | 敦賀市                           | 敦賀市   |
| 越 前 国 | 二 州       | 敦 賀 郡 | 阿曽浦     | 阿曽浦     | 阿曽浦                         | 阿曽浦                 | 東浦村                     | 東浦村                       | 東浦村                       | 昭和30年1月15日 敦賀市に編入 | 敦賀市                           | 敦賀市   |
| 越 前 国 | 二 州       | 敦 賀 郡 | 杉津浦     | 杉津浦     | 杉津浦                         | 杉津浦                 | 東浦村                     | 東浦村                       | 東浦村                       | 昭和30年1月15日 敦賀市に編入 | 敦賀市                           | 敦賀市   |
| 越 前 国 | 二 州       | 敦 賀 郡 | 横浜浦     | 横浜浦     | 横浜浦                         | 横浜浦                 | 東浦村                     | 東浦村                       | 東浦村                       | 昭和30年1月15日 敦賀市に編入 | 敦賀市                           | 敦賀市   |
| 越 前 国 | 二 州       | 敦 賀 郡 | 大比田浦   | 大比田浦   | 大比田浦                       | 大比田浦               | 東浦村                     | 東浦村                       | 東浦村                       | 昭和30年1月15日 敦賀市に編入 | 敦賀市                           | 敦賀市   |
| 越 前 国 | 二 州       | 敦 賀 郡 | 元比田浦   | 元比田浦   | 元比田浦                       | 元比田浦               | 東浦村                     | 東浦村                       | 東浦村                       | 昭和30年1月15日 敦賀市に編入 | 敦賀市                           | 敦賀市   |
| 越 前 国 | 二 州       | 敦 賀 郡 | 谷村       | 谷村       | 谷村                           | 谷村                   | 東郷村                     | 東郷村                       | 東郷村                       | 昭和30年1月15日 敦賀市に編入 | 敦賀市                           | 敦賀市   |
| 越 前 国 | 二 州       | 敦 賀 郡 | 高野村     | 高野村     | 高野村                         | 高野村                 | 東郷村                     | 東郷村                       | 東郷村                       | 昭和30年1月15日 敦賀市に編入 | 敦賀市                           | 敦賀市   |
| 越 前 国 | 二 州       | 敦 賀 郡 | 中村       | 中村       | 中村                           | 中村                   | 東郷村                     | 東郷村                       | 東郷村                       | 昭和30年1月15日 敦賀市に編入 | 敦賀市                           | 敦賀市   |
| 越 前 国 | 二 州       | 敦 賀 郡 | 舞崎村     | 舞崎村     | 舞崎村                         | 舞崎村                 | 東郷村                     | 東郷村                       | 東郷村                       | 昭和30年1月15日 敦賀市に編入 | 敦賀市                           | 敦賀市   |
| 越 前 国 | 二 州       | 敦 賀 郡 | 余座村     | 余座村     | 余座村                         | 余座村                 | 東郷村                     | 東郷村                       | 東郷村                       | 昭和30年1月15日 敦賀市に編入 | 敦賀市                           | 敦賀市   |
| 越 前 国 | 二 州       | 敦 賀 郡 | 井川村     | 井川村     | 井川村                         | 井川村                 | 東郷村                     | 東郷村                       | 東郷村                       | 昭和30年1月15日 敦賀市に編入 | 敦賀市                           | 敦賀市   |
| 越 前 国 | 二 州       | 敦 賀 郡 | 大蔵村     | 大蔵村     | 大蔵村                         | 大蔵村                 | 東郷村                     | 東郷村                       | 東郷村                       | 昭和30年1月15日 敦賀市に編入 | 敦賀市                           | 敦賀市   |
| 越 前 国 | 二 州       | 敦 賀 郡 | 谷口村     | 谷口村     | 谷口村                         | 谷口村                 | 東郷村                     | 東郷村                       | 東郷村                       | 昭和30年1月15日 敦賀市に編入 | 敦賀市                           | 敦賀市   |
| 越 前 国 | 二 州       | 敦 賀 郡 | 樫曲村     | 樫曲村     | 樫曲村                         | 樫曲村                 | 東郷村                     | 東郷村                       | 東郷村                       | 昭和30年1月15日 敦賀市に編入 | 敦賀市                           | 敦賀市   |
| 越 前 国 | 二 州       | 敦 賀 郡 | 池河内村   | 池河内村   | 池河内村                       | 池河内村               | 東郷村                     | 東郷村                       | 東郷村                       | 昭和30年1月15日 敦賀市に編入 | 敦賀市                           | 敦賀市   |
| 越 前 国 | 二 州       | 敦 賀 郡 | 獺河内村   | 獺河内村   | 獺河内村                       | 獺河内村               | 東郷村                     | 東郷村                       | 東郷村                       | 昭和30年1月15日 敦賀市に編入 | 敦賀市                           | 敦賀市   |
| 越 前 国 | 二 州       | 敦 賀 郡 | 越坂村     | 越坂村     | 越坂村                         | 越坂村                 | 東郷村                     | 東郷村                       | 東郷村                       | 昭和30年1月15日 敦賀市に編入 | 敦賀市                           | 敦賀市   |
| 越 前 国 | 二 州       | 敦 賀 郡 | 田尻村     | 田尻村     | 田尻村                         | 田尻村                 | 東郷村                     | 東郷村                       | 東郷村                       | 昭和30年1月15日 敦賀市に編入 | 敦賀市                           | 敦賀市   |
| 越 前 国 | 二 州       | 敦 賀 郡 | 葉原村     | 葉原村     | 葉原村                         | 葉原村                 | 東郷村                     | 東郷村                       | 東郷村                       | 昭和30年1月15日 敦賀市に編入 | 敦賀市                           | 敦賀市   |
| 越 前 国 | 二 州       | 敦 賀 郡 | 新保村     | 新保村     | 新保村                         | 新保村                 | 東郷村                     | 東郷村                       | 東郷村                       | 昭和30年1月15日 敦賀市に編入 | 敦賀市                           | 敦賀市   |
| 越 前 国 | 二 州       | 敦 賀 郡 | 市橋村     | 市橋村     | 市橋村                         | 市橋村                 | 愛発村                     | 愛発村                       | 愛発村                       | 昭和30年1月15日 敦賀市に編入 | 敦賀市                           | 敦賀市   |
| 越 前 国 | 二 州       | 敦 賀 郡 | 疋田村     | 疋田村     | 疋田村                         | 疋田村                 | 愛発村                     | 愛発村                       | 愛発村                       | 昭和30年1月15日 敦賀市に編入 | 敦賀市                           | 敦賀市   |
| 越 前 国 | 二 州       | 敦 賀 郡 | 追分村     | 追分村     | 追分村                         | 追分村                 | 愛発村                     | 愛発村                       | 愛発村                       | 昭和30年1月15日 敦賀市に編入 | 敦賀市                           | 敦賀市   |
| 越 前 国 | 二 州       | 敦 賀 郡 | 駄口村     | 駄口村     | 駄口村                         | 駄口村                 | 愛発村                     | 愛発村                       | 愛発村                       | 昭和30年1月15日 敦賀市に編入 | 敦賀市                           | 敦賀市   |
| 越 前 国 | 二 州       | 敦 賀 郡 | 山中村     | 山中村     | 山中村                         | 山中村                 | 愛発村                     | 愛発村                       | 愛発村                       | 昭和30年1月15日 敦賀市に編入 | 敦賀市                           | 敦賀市   |
| 越 前 国 | 二 州       | 敦 賀 郡 | 奥野村     | 奥野村     | 奥野村                         | 奥野村                 | 愛発村                     | 愛発村                       | 愛発村                       | 昭和30年1月15日 敦賀市に編入 | 敦賀市                           | 敦賀市   |
| 越 前 国 | 二 州       | 敦 賀 郡 | 曽々木村   | 曽々木村   | 曽々木村                       | 曽々木村               | 愛発村                     | 愛発村                       | 愛発村                       | 昭和30年1月15日 敦賀市に編入 | 敦賀市                           | 敦賀市   |
| 越 前 国 | 二 州       | 敦 賀 郡 | 新道村     | 新道村     | 新道村                         | 新道村                 | 愛発村                     | 愛発村                       | 愛発村                       | 昭和30年1月15日 敦賀市に編入 | 敦賀市                           | 敦賀市   |
| 越 前 国 | 二 州       | 敦 賀 郡 | 麻生口村   | 麻生口村   | 麻生口村                       | 麻生口村               | 愛発村                     | 愛発村                       | 愛発村                       | 昭和30年1月15日 敦賀市に編入 | 敦賀市                           | 敦賀市   |
| 越 前 国 | 二 州       | 敦 賀 郡 | 奥麻生村   | 奥麻生村   | 奥麻生村                       | 奥麻生村               | 愛発村                     | 愛発村                       | 愛発村                       | 昭和30年1月15日 敦賀市に編入 | 敦賀市                           | 敦賀市   |
| 越 前 国 | 二 州       | 敦 賀 郡 | 刀根村     | 刀根村     | 刀根村                         | 刀根村                 | 愛発村                     | 愛発村                       | 愛発村                       | 昭和30年1月15日 敦賀市に編入 | 敦賀市                           | 敦賀市   |
| 越 前 国 | 二 州       | 敦 賀 郡 | 刀根村     | 刀根村     | 刀根村                         | 明治13年 分立 杉箸村   | 愛発村                     | 愛発村                       | 愛発村                       | 昭和30年1月15日 敦賀市に編入 | 敦賀市                           | 敦賀市   |
| 越 前 国 | 二 州       | 敦 賀 郡 | 長沢村     | 長沢村     | 長沢村                         | 長沢村                 | 中郷村                     | 中郷村                       | 中郷村                       | 昭和30年1月15日 敦賀市に編入 | 敦賀市                           | 敦賀市   |
| 越 前 国 | 二 州       | 敦 賀 郡 | 古田苅村   | 古田苅村   | 古田苅村                       | 古田苅村               | 中郷村                     | 中郷村                       | 中郷村                       | 昭和30年1月15日 敦賀市に編入 | 敦賀市                           | 敦賀市   |
| 越 前 国 | 二 州       | 敦 賀 郡 | 堂村       | 堂村       | 堂村                           | 堂村                   | 中郷村                     | 中郷村                       | 中郷村                       | 昭和30年1月15日 敦賀市に編入 | 敦賀市                           | 敦賀市   |
| 越 前 国 | 二 州       | 敦 賀 郡 | 山泉村     | 山泉村     | 山泉村                         | 山泉村                 | 中郷村                     | 中郷村                       | 中郷村                       | 昭和30年1月15日 敦賀市に編入 | 敦賀市                           | 敦賀市   |
| 越 前 国 | 二 州       | 敦 賀 郡 | 道ノ口村   | 道ノ口村   | 道ノ口村                       | 道ノ口村               | 中郷村                     | 中郷村                       | 中郷村                       | 昭和30年1月15日 敦賀市に編入 | 敦賀市                           | 敦賀市   |
| 越 前 国 | 二 州       | 敦 賀 郡 | 坂ノ下村   | 坂ノ下村   | 坂ノ下村                       | 坂ノ下村               | 中郷村                     | 中郷村                       | 中郷村                       | 昭和30年1月15日 敦賀市に編入 | 敦賀市                           | 敦賀市   |
| 越 前 国 | 二 州       | 敦 賀 郡 | 吉河村     | 吉河村     | 吉河村                         | 吉河村                 | 中郷村                     | 中郷村                       | 中郷村                       | 昭和30年1月15日 敦賀市に編入 | 敦賀市                           | 敦賀市   |
| 越 前 国 | 二 州       | 敦 賀 郡 | 鳩原村     | 鳩原村     | 鳩原村                         | 鳩原村                 | 中郷村                     | 中郷村                       | 中郷村                       | 昭和30年1月15日 敦賀市に編入 | 敦賀市                           | 敦賀市   |
| 越 前 国 | 二 州       | 敦 賀 郡 | 小河口村   | 小河口村   | 小河口村                       | 小河口村               | 中郷村                     | 中郷村                       | 中郷村                       | 昭和30年1月15日 敦賀市に編入 | 敦賀市                           | 敦賀市   |
| 越 前 国 | 二 州       | 敦 賀 郡 | 小河村     | 小河村     | 小河村                         | 小河村                 | 中郷村                     | 中郷村                       | 中郷村                       | 昭和30年1月15日 敦賀市に編入 | 敦賀市                           | 敦賀市   |
| 越 前 国 | 二 州       | 敦 賀 郡 | 野神村     | 野神村     | 野神村                         | 野神村                 | 粟野村                     | 粟野村                       | 粟野村                       | 昭和30年1月15日 敦賀市に編入 | 敦賀市                           | 敦賀市   |
| 越 前 国 | 二 州       | 敦 賀 郡 | 櫛林村     | 櫛林村     | 櫛林村                         | 櫛林村                 | 粟野村                     | 粟野村                       | 粟野村                       | 昭和30年1月15日 敦賀市に編入 | 敦賀市                           | 敦賀市   |
| 越 前 国 | 二 州       | 敦 賀 郡 | 莇生野村   | 莇生野村   | 莇生野村                       | 莇生野村               | 粟野村                     | 粟野村                       | 粟野村                       | 昭和30年1月15日 敦賀市に編入 | 敦賀市                           | 敦賀市   |
| 越 前 国 | 二 州       | 敦 賀 郡 | 金山村     | 金山村     | 金山村                         | 金山村                 | 粟野村                     | 粟野村                       | 粟野村                       | 昭和30年1月15日 敦賀市に編入 | 敦賀市                           | 敦賀市   |
| 越 前 国 | 二 州       | 敦 賀 郡 | 市野々村   | 市野々村   | 市野々村                       | 市野々村               | 粟野村                     | 粟野村                       | 粟野村                       | 昭和30年1月15日 敦賀市に編入 | 敦賀市                           | 敦賀市   |
| 越 前 国 | 二 州       | 敦 賀 郡 | 関村       | 関村       | 関村                           | 関村                   | 粟野村                     | 粟野村                       | 粟野村                       | 昭和30年1月15日 敦賀市に編入 | 敦賀市                           | 敦賀市   |
| 越 前 国 | 二 州       | 敦 賀 郡 | 野坂村     | 野坂村     | 野坂村                         | 野坂村                 | 粟野村                     | 粟野村                       | 粟野村                       | 昭和30年1月15日 敦賀市に編入 | 敦賀市                           | 敦賀市   |
| 越 前 国 | 二 州       | 敦 賀 郡 | 長谷村     | 長谷村     | 長谷村                         | 長谷村                 | 粟野村                     | 粟野村                       | 粟野村                       | 昭和30年1月15日 敦賀市に編入 | 敦賀市                           | 敦賀市   |
| 越 前 国 | 二 州       | 敦 賀 郡 | 山村       | 山村       | 山村                           | 山村                   | 粟野村                     | 粟野村                       | 粟野村                       | 昭和30年1月15日 敦賀市に編入 | 敦賀市                           | 敦賀市   |
| 越 前 国 | 二 州       | 敦 賀 郡 | 御名村     | 御名村     | 御名村                         | 御名村                 | 粟野村                     | 粟野村                       | 粟野村                       | 昭和30年1月15日 敦賀市に編入 | 敦賀市                           | 敦賀市   |
| 越 前 国 | 二 州       | 敦 賀 郡 | 砂流村     | 砂流村     | 砂流村                         | 砂流村                 | 粟野村                     | 粟野村                       | 粟野村                       | 昭和30年1月15日 敦賀市に編入 | 敦賀市                           | 敦賀市   |
| 越 前 国 | 二 州       | 敦 賀 郡 | 公文名村   | 公文名村   | 公文名村                       | 公文名村               | 粟野村                     | 粟野村                       | 粟野村                       | 昭和30年1月15日 敦賀市に編入 | 敦賀市                           | 敦賀市   |
| 越 前 国 | 二 州       | 敦 賀 郡 | 和久野村   | 和久野村   | 和久野村                       | 和久野村               | 粟野村                     | 粟野村                       | 粟野村                       | 昭和30年1月15日 敦賀市に編入 | 敦賀市                           | 敦賀市   |
| 若 狭 国 | 二 州       | 三 方 郡 | 佐柿村     | 佐柿村     | 佐柿村                         | 佐柿村                 | 耳村                       | 耳村                         | 昭和29年2月11日 美浜町       | 昭和29年2月11日 美浜町       | 美浜町                           | 美浜町   |
| 若 狭 国 | 二 州       | 三 方 郡 | 木野村     | 木野村     | 木野村                         | 木野村                 | 耳村                       | 耳村                         | 昭和29年2月11日 美浜町       | 昭和29年2月11日 美浜町       | 美浜町                           | 美浜町   |
| 若 狭 国 | 二 州       | 三 方 郡 | 和田村     | 和田村     | 和田村                         | 和田村                 | 耳村                       | 耳村                         | 昭和29年2月11日 美浜町       | 昭和29年2月11日 美浜町       | 美浜町                           | 美浜町   |
| 若 狭 国 | 二 州       | 三 方 郡 | 河原市村   | 河原市村   | 河原市村                       | 河原市村               | 耳村                       | 耳村                         | 昭和29年2月11日 美浜町       | 昭和29年2月11日 美浜町       | 美浜町                           | 美浜町   |
| 若 狭 国 | 二 州       | 三 方 郡 | 麻生村     | 麻生村     | 麻生村                         | 麻生村                 | 耳村                       | 耳村                         | 昭和29年2月11日 美浜町       | 昭和29年2月11日 美浜町       | 美浜町                           | 美浜町   |
| 若 狭 国 | 二 州       | 三 方 郡 | 南市村     | 南市村     | 南市村                         | 南市村                 | 耳村                       | 耳村                         | 昭和29年2月11日 美浜町       | 昭和29年2月11日 美浜町       | 美浜町                           | 美浜町   |
| 若 狭 国 | 二 州       | 三 方 郡 | 中寺村     | 中寺村     | 中寺村                         | 中寺村                 | 耳村                       | 耳村                         | 昭和29年2月11日 美浜町       | 昭和29年2月11日 美浜町       | 美浜町                           | 美浜町   |
| 若 狭 国 | 二 州       | 三 方 郡 | 宮代村     | 宮代村     | 宮代村                         | 宮代村                 | 耳村                       | 耳村                         | 昭和29年2月11日 美浜町       | 昭和29年2月11日 美浜町       | 美浜町                           | 美浜町   |
| 若 狭 国 | 二 州       | 三 方 郡 | 安江村     | 安江村     | 安江村                         | 安江村                 | 耳村                       | 耳村                         | 昭和29年2月11日 美浜町       | 昭和29年2月11日 美浜町       | 美浜町                           | 美浜町   |
| 若 狭 国 | 二 州       | 三 方 郡 | 五十谷村   | 五十谷村   | 五十谷村                       | 五十谷村               | 耳村                       | 耳村                         | 昭和29年2月11日 美浜町       | 昭和29年2月11日 美浜町       | 美浜町                           | 美浜町   |
| 若 狭 国 | 二 州       | 三 方 郡 | 寄戸村     | 寄戸村     | 寄戸村                         | 寄戸村                 | 耳村                       | 耳村                         | 昭和29年2月11日 美浜町       | 昭和29年2月11日 美浜町       | 美浜町                           | 美浜町   |
| 若 狭 国 | 二 州       | 三 方 郡 | 新庄村     | 新庄村     | 新庄村                         | 新庄村                 | 耳村                       | 耳村                         | 昭和29年2月11日 美浜町       | 昭和29年2月11日 美浜町       | 美浜町                           | 美浜町   |
| 若 狭 国 | 二 州       | 三 方 郡 | 佐野村     | 佐野村     | 佐野村                         | 佐野村                 | 耳村                       | 耳村                         | 昭和29年2月11日 美浜町       | 昭和29年2月11日 美浜町       | 美浜町                           | 美浜町   |
| 若 狭 国 | 二 州       | 三 方 郡 | 興道寺村   | 興道寺村   | 興道寺村                       | 興道寺村               | 耳村                       | 耳村                         | 昭和29年2月11日 美浜町       | 昭和29年2月11日 美浜町       | 美浜町                           | 美浜町   |
| 若 狭 国 | 二 州       | 三 方 郡 | 坂尻村     | 坂尻村     | 坂尻村                         | 坂尻村                 | 山東村                     | 山東村                       | 昭和29年2月11日 美浜町       | 昭和29年2月11日 美浜町       | 美浜町                           | 美浜町   |
| 若 狭 国 | 二 州       | 三 方 郡 | 山上村     | 山上村     | 山上村                         | 山上村                 | 山東村                     | 山東村                       | 昭和29年2月11日 美浜町       | 昭和29年2月11日 美浜町       | 美浜町                           | 美浜町   |
| 若 狭 国 | 二 州       | 三 方 郡 | 太田村     | 太田村     | 太田村                         | 太田村                 | 山東村                     | 山東村                       | 昭和29年2月11日 美浜町       | 昭和29年2月11日 美浜町       | 美浜町                           | 美浜町   |
| 若 狭 国 | 二 州       | 三 方 郡 | 佐田村     | 佐田村     | 佐田村                         | 佐田村                 | 山東村                     | 山東村                       | 昭和29年2月11日 美浜町       | 昭和29年2月11日 美浜町       | 美浜町                           | 美浜町   |
| 若 狭 国 | 二 州       | 三 方 郡 | 北田村     | 北田村     | 北田村                         | 北田村                 | 山東村                     | 山東村                       | 昭和29年2月11日 美浜町       | 昭和29年2月11日 美浜町       | 美浜町                           | 美浜町   |
| 若 狭 国 | 二 州       | 三 方 郡 | 菅浜村     | 菅浜村     | 菅浜村                         | 菅浜村                 | 山東村                     | 山東村                       | 昭和29年2月11日 美浜町       | 昭和29年2月11日 美浜町       | 美浜町                           | 美浜町   |
| 若 狭 国 | 二 州       | 三 方 郡 | 竹波村     | 竹波村     | 竹波村                         | 竹波村                 | 山東村                     | 山東村                       | 昭和29年2月11日 美浜町       | 昭和29年2月11日 美浜町       | 美浜町                           | 美浜町   |
| 若 狭 国 | 二 州       | 三 方 郡 | 丹生浦     | 丹生浦     | 丹生浦                         | 丹生浦                 | 山東村                     | 山東村                       | 昭和29年2月11日 美浜町       | 昭和29年2月11日 美浜町       | 美浜町                           | 美浜町   |
| 若 狭 国 | 二 州       | 三 方 郡 | 早瀬浦     | 早瀬浦     | 早瀬浦                         | 早瀬浦                 | 西郷村                     | 明治31年4月1日 分立 南西郷村 | 昭和29年2月11日 美浜町       | 昭和29年2月11日 美浜町       | 美浜町                           | 美浜町   |
| 若 狭 国 | 二 州       | 三 方 郡 | 笹田村     | 笹田村     | 笹田村                         | 笹田村                 | 西郷村                     | 明治31年4月1日 分立 南西郷村 | 昭和29年2月11日 美浜町       | 昭和29年2月11日 美浜町       | 美浜町                           | 美浜町   |
| 若 狭 国 | 二 州       | 三 方 郡 | 日向浦     | 日向浦     | 日向浦                         | 日向浦                 | 西郷村                     | 明治31年4月1日 分立 南西郷村 | 昭和29年2月11日 美浜町       | 昭和29年2月11日 美浜町       | 美浜町                           | 美浜町   |
| 若 狭 国 | 二 州       | 三 方 郡 | 大藪村     | 大藪村     | 大藪村                         | 大藪村                 | 西郷村                     | 明治31年4月1日 改称 北西郷村 | 昭和29年2月11日 美浜町       | 昭和29年2月11日 美浜町       | 美浜町                           | 美浜町   |
| 若 狭 国 | 二 州       | 三 方 郡 | 金山村     | 金山村     | 金山村                         | 明治12年頃 金山村      | 西郷村                     | 明治31年4月1日 改称 北西郷村 | 昭和29年2月11日 美浜町       | 昭和29年2月11日 美浜町       | 美浜町                           | 美浜町   |
| 若 狭 国 | 二 州       | 三 方 郡 | 新金山村   | 新金山村   | 新金山村                       | 明治12年頃 金山村      | 西郷村                     | 明治31年4月1日 改称 北西郷村 | 昭和29年2月11日 美浜町       | 昭和29年2月11日 美浜町       | 美浜町                           | 美浜町   |
| 若 狭 国 | 二 州       | 三 方 郡 | 郷市村     | 郷市村     | 郷市村                         | 郷市村                 | 西郷村                     | 明治31年4月1日 改称 北西郷村 | 昭和29年2月11日 美浜町       | 昭和29年2月11日 美浜町       | 美浜町                           | 美浜町   |
| 若 狭 国 | 二 州       | 三 方 郡 | 松原村     | 松原村     | 松原村                         | 松原村                 | 西郷村                     | 明治31年4月1日 改称 北西郷村 | 昭和29年2月11日 美浜町       | 昭和29年2月11日 美浜町       | 美浜町                           | 美浜町   |
| 若 狭 国 | 二 州       | 三 方 郡 | 久々子村   | 久々子村   | 久々子村                       | 久々子村               | 西郷村                     | 明治31年4月1日 改称 北西郷村 | 昭和29年2月11日 美浜町       | 昭和29年2月11日 美浜町       | 美浜町                           | 美浜町   |
| 若 狭 国 | 二 州       | 三 方 郡 | 気山村     | 一部       | 気山村                         | 気山村                 | 西郷村                     | 明治31年4月1日 改称 北西郷村 | 昭和29年2月11日 美浜町       | 昭和29年2月11日 美浜町       | 美浜町                           | 美浜町   |
| 若 狭 国 | 二 州       | 三 方 郡 | 気山村     | 一部を除く | 気山村                         | 気山村                 | 八村                       | 八村                         | 昭和28年4月1日 三方町        | 三方町                       | 平成17年3月31日 三方上中郡若狭町 | 若狭町   |
| 若 狭 国 | 二 州       | 三 方 郡 | 三方村     | 三方村     | 三方村                         | 三方村                 | 八村                       | 八村                         | 昭和28年4月1日 三方町        | 三方町                       | 平成17年3月31日 三方上中郡若狭町 | 若狭町   |
| 若 狭 国 | 二 州       | 三 方 郡 | 生倉村     | 生倉村     | 生倉村                         | 生倉村                 | 八村                       | 八村                         | 昭和28年4月1日 三方町        | 三方町                       | 平成17年3月31日 三方上中郡若狭町 | 若狭町   |
| 若 狭 国 | 二 州       | 三 方 郡 | 鳥浜村     | 鳥浜村     | 鳥浜村                         | 鳥浜村                 | 八村                       | 八村                         | 昭和28年4月1日 三方町        | 三方町                       | 平成17年3月31日 三方上中郡若狭町 | 若狭町   |
| 若 狭 国 | 二 州       | 三 方 郡 | 向笠村     | 向笠村     | 向笠村                         | 向笠村                 | 八村                       | 八村                         | 昭和28年4月1日 三方町        | 三方町                       | 平成17年3月31日 三方上中郡若狭町 | 若狭町   |
| 若 狭 国 | 二 州       | 三 方 郡 | 田名村     | 田名村     | 田名村                         | 田名村                 | 八村                       | 八村                         | 昭和28年4月1日 三方町        | 三方町                       | 平成17年3月31日 三方上中郡若狭町 | 若狭町   |
| 若 狭 国 | 二 州       | 三 方 郡 | 北前川村   | 北前川村   | 北前川村                       | 北前川村               | 八村                       | 八村                         | 昭和28年4月1日 三方町        | 三方町                       | 平成17年3月31日 三方上中郡若狭町 | 若狭町   |
| 若 狭 国 | 二 州       | 三 方 郡 | 南前川村   | 南前川村   | 南前川村                       | 南前川村               | 八村                       | 八村                         | 昭和28年4月1日 三方町        | 三方町                       | 平成17年3月31日 三方上中郡若狭町 | 若狭町   |
| 若 狭 国 | 二 州       | 三 方 郡 | 藤井村     | 藤井村     | 藤井村                         | 藤井村                 | 八村                       | 八村                         | 昭和28年4月1日 三方町        | 三方町                       | 平成17年3月31日 三方上中郡若狭町 | 若狭町   |
| 若 狭 国 | 二 州       | 三 方 郡 | 相田村     | 相田村     | 相田村                         | 相田村                 | 八村                       | 八村                         | 昭和28年4月1日 三方町        | 三方町                       | 平成17年3月31日 三方上中郡若狭町 | 若狭町   |
| 若 狭 国 | 二 州       | 三 方 郡 | 佐古村     | 佐古村     | 佐古村                         | 佐古村                 | 八村                       | 八村                         | 昭和28年4月1日 三方町        | 三方町                       | 平成17年3月31日 三方上中郡若狭町 | 若狭町   |
| 若 狭 国 | 二 州       | 三 方 郡 | 常神浦     | 常神浦     | 常神浦                         | 常神浦                 | 西浦村                     | 明治40年7月1日 西田村        | 昭和28年4月1日 三方町        | 三方町                       | 平成17年3月31日 三方上中郡若狭町 | 若狭町   |
| 若 狭 国 | 二 州       | 三 方 郡 | 神子浦     | 神子浦     | 神子浦                         | 神子浦                 | 西浦村                     | 明治40年7月1日 西田村        | 昭和28年4月1日 三方町        | 三方町                       | 平成17年3月31日 三方上中郡若狭町 | 若狭町   |
| 若 狭 国 | 二 州       | 三 方 郡 | 小川浦     | 小川浦     | 小川浦                         | 小川浦                 | 西浦村                     | 明治40年7月1日 西田村        | 昭和28年4月1日 三方町        | 三方町                       | 平成17年3月31日 三方上中郡若狭町 | 若狭町   |
| 若 狭 国 | 二 州       | 三 方 郡 | 遊子浦     | 遊子浦     | 遊子浦                         | 遊子浦                 | 西浦村                     | 明治40年7月1日 西田村        | 昭和28年4月1日 三方町        | 三方町                       | 平成17年3月31日 三方上中郡若狭町 | 若狭町   |
| 若 狭 国 | 二 州       | 三 方 郡 | 塩坂越浦   | 塩坂越浦   | 塩坂越浦                       | 塩坂越浦               | 西浦村                     | 明治40年7月1日 西田村        | 昭和28年4月1日 三方町        | 三方町                       | 平成17年3月31日 三方上中郡若狭町 | 若狭町   |
| 若 狭 国 | 二 州       | 三 方 郡 | 海山村     | 海山村     | 海山村                         | 海山村                 | 田井村                     | 明治40年7月1日 西田村        | 昭和28年4月1日 三方町        | 三方町                       | 平成17年3月31日 三方上中郡若狭町 | 若狭町   |
| 若 狭 国 | 二 州       | 三 方 郡 | 世久見浦   | 世久見浦   | 世久見浦                       | 世久見浦               | 田井村                     | 明治40年7月1日 西田村        | 昭和28年4月1日 三方町        | 三方町                       | 平成17年3月31日 三方上中郡若狭町 | 若狭町   |
| 若 狭 国 | 二 州       | 三 方 郡 | 田井村     | 田井村     | 田井村                         | 田井村                 | 田井村                     | 明治40年7月1日 西田村        | 昭和28年4月1日 三方町        | 三方町                       | 平成17年3月31日 三方上中郡若狭町 | 若狭町   |
| 若 狭 国 | 二 州       | 三 方 郡 | 成出村     | 成出村     | 成出村                         | 成出村                 | 田井村                     | 明治40年7月1日 西田村        | 昭和28年4月1日 三方町        | 三方町                       | 平成17年3月31日 三方上中郡若狭町 | 若狭町   |
| 若 狭 国 | 二 州       | 三 方 郡 | 田上村     | 田上村     | 田上村                         | 田上村                 | 十村                       | 十村                         | 昭和29年3月2日 三方町に編入  | 三方町                       | 平成17年3月31日 三方上中郡若狭町 | 若狭町   |
| 若 狭 国 | 二 州       | 三 方 郡 | 黒田村     | 黒田村     | 黒田村                         | 黒田村                 | 十村                       | 十村                         | 昭和29年3月2日 三方町に編入  | 三方町                       | 平成17年3月31日 三方上中郡若狭町 | 若狭町   |
| 若 狭 国 | 二 州       | 三 方 郡 | 井崎村     | 井崎村     | 井崎村                         | 井崎村                 | 十村                       | 十村                         | 昭和29年3月2日 三方町に編入  | 三方町                       | 平成17年3月31日 三方上中郡若狭町 | 若狭町   |
| 若 狭 国 | 二 州       | 三 方 郡 | 岩屋村     | 岩屋村     | 岩屋村                         | 岩屋村                 | 十村                       | 十村                         | 昭和29年3月2日 三方町に編入  | 三方町                       | 平成17年3月31日 三方上中郡若狭町 | 若狭町   |
| 若 狭 国 | 二 州       | 三 方 郡 | 横渡村     | 横渡村     | 横渡村                         | 横渡村                 | 十村                       | 十村                         | 昭和29年3月2日 三方町に編入  | 三方町                       | 平成17年3月31日 三方上中郡若狭町 | 若狭町   |
| 若 狭 国 | 二 州       | 三 方 郡 | 能登野村   | 能登野村   | 能登野村                       | 能登野村               | 十村                       | 十村                         | 昭和29年3月2日 三方町に編入  | 三方町                       | 平成17年3月31日 三方上中郡若狭町 | 若狭町   |
| 若 狭 国 | 二 州       | 三 方 郡 | 上野村     | 上野村     | 上野村                         | 上野村                 | 十村                       | 十村                         | 昭和29年3月2日 三方町に編入  | 三方町                       | 平成17年3月31日 三方上中郡若狭町 | 若狭町   |
| 若 狭 国 | 二 州       | 三 方 郡 | 成願寺村   | 成願寺村   | 成願寺村                       | 成願寺村               | 十村                       | 十村                         | 昭和29年3月2日 三方町に編入  | 三方町                       | 平成17年3月31日 三方上中郡若狭町 | 若狭町   |
| 若 狭 国 | 二 州       | 三 方 郡 | 倉見村     | 倉見村     | 倉見村                         | 倉見村                 | 十村                       | 十村                         | 昭和29年3月2日 三方町に編入  | 三方町                       | 平成17年3月31日 三方上中郡若狭町 | 若狭町   |
| 若 狭 国 | 二 州       | 三 方 郡 | 白屋村     | 白屋村     | 白屋村                         | 白屋村                 | 十村                       | 十村                         | 昭和29年3月2日 三方町に編入  | 三方町                       | 平成17年3月31日 三方上中郡若狭町 | 若狭町   |
| 若 狭 国 | 若 狭       | 遠 敷 郡 | 海士坂村   | 海士坂村   | 海士坂村                       | 海士坂村               | 鳥羽村                     | 鳥羽村                       | 昭和29年1月1日 上中町        | 昭和29年1月1日 上中町        | 平成17年3月31日 三方上中郡若狭町 | 若狭町   |
| 若 狭 国 | 若 狭       | 遠 敷 郡 | 麻生野村   | 麻生野村   | 麻生野村                       | 麻生野村               | 鳥羽村                     | 鳥羽村                       | 昭和29年1月1日 上中町        | 昭和29年1月1日 上中町        | 平成17年3月31日 三方上中郡若狭町 | 若狭町   |
| 若 狭 国 | 若 狭       | 遠 敷 郡 | 三生野村   | 三生野村   | 三生野村                       | 三生野村               | 鳥羽村                     | 鳥羽村                       | 昭和29年1月1日 上中町        | 昭和29年1月1日 上中町        | 平成17年3月31日 三方上中郡若狭町 | 若狭町   |
| 若 狭 国 | 若 狭       | 遠 敷 郡 | 無悪村     | 無悪村     | 無悪村                         | 無悪村                 | 鳥羽村                     | 鳥羽村                       | 昭和29年1月1日 上中町        | 昭和29年1月1日 上中町        | 平成17年3月31日 三方上中郡若狭町 | 若狭町   |
| 若 狭 国 | 若 狭       | 遠 敷 郡 | 黒田村     | 黒田村     | 黒田村                         | 黒田村                 | 鳥羽村                     | 鳥羽村                       | 昭和29年1月1日 上中町        | 昭和29年1月1日 上中町        | 平成17年3月31日 三方上中郡若狭町 | 若狭町   |
| 若 狭 国 | 若 狭       | 遠 敷 郡 | 三田村     | 三田村     | 三田村                         | 三田村                 | 鳥羽村                     | 鳥羽村                       | 昭和29年1月1日 上中町        | 昭和29年1月1日 上中町        | 平成17年3月31日 三方上中郡若狭町 | 若狭町   |
| 若 狭 国 | 若 狭       | 遠 敷 郡 | 大鳥羽村   | 大鳥羽村   | 大鳥羽村                       | 大鳥羽村               | 鳥羽村                     | 鳥羽村                       | 昭和29年1月1日 上中町        | 昭和29年1月1日 上中町        | 平成17年3月31日 三方上中郡若狭町 | 若狭町   |
| 若 狭 国 | 若 狭       | 遠 敷 郡 | 小原村     | 小原村     | 小原村                         | 小原村                 | 鳥羽村                     | 鳥羽村                       | 昭和29年1月1日 上中町        | 昭和29年1月1日 上中町        | 平成17年3月31日 三方上中郡若狭町 | 若狭町   |
| 若 狭 国 | 若 狭       | 遠 敷 郡 | 長江村     | 長江村     | 長江村                         | 長江村                 | 鳥羽村                     | 鳥羽村                       | 昭和29年1月1日 上中町        | 昭和29年1月1日 上中町        | 平成17年3月31日 三方上中郡若狭町 | 若狭町   |
| 若 狭 国 | 若 狭       | 遠 敷 郡 | 山内村     | 山内村     | 山内村                         | 山内村                 | 鳥羽村                     | 鳥羽村                       | 昭和29年1月1日 上中町        | 昭和29年1月1日 上中町        | 平成17年3月31日 三方上中郡若狭町 | 若狭町   |
| 若 狭 国 | 若 狭       | 遠 敷 郡 | 持田村     | 持田村     | 持田村                         | 持田村                 | 鳥羽村                     | 鳥羽村                       | 昭和29年1月1日 上中町        | 昭和29年1月1日 上中町        | 平成17年3月31日 三方上中郡若狭町 | 若狭町   |
| 若 狭 国 | 若 狭       | 遠 敷 郡 | 瓜生村     | 瓜生村     | 瓜生村                         | 瓜生村                 | 瓜生村                     | 瓜生村                       | 昭和29年1月1日 上中町        | 昭和29年1月1日 上中町        | 平成17年3月31日 三方上中郡若狭町 | 若狭町   |
| 若 狭 国 | 若 狭       | 遠 敷 郡 | 瓜生村     | 瓜生村     | 明治7年 分立 関村              | 関村                   | 瓜生村                     | 瓜生村                       | 昭和29年1月1日 上中町        | 昭和29年1月1日 上中町        | 平成17年3月31日 三方上中郡若狭町 | 若狭町   |
| 若 狭 国 | 若 狭       | 遠 敷 郡 | 脇袋村     | 脇袋村     | 脇袋村                         | 脇袋村                 | 瓜生村                     | 瓜生村                       | 昭和29年1月1日 上中町        | 昭和29年1月1日 上中町        | 平成17年3月31日 三方上中郡若狭町 | 若狭町   |
| 若 狭 国 | 若 狭       | 遠 敷 郡 | 上吉田村   | 上吉田村   | 上吉田村                       | 上吉田村               | 瓜生村                     | 瓜生村                       | 昭和29年1月1日 上中町        | 昭和29年1月1日 上中町        | 平成17年3月31日 三方上中郡若狭町 | 若狭町   |
| 若 狭 国 | 若 狭       | 遠 敷 郡 | 下吉田村   | 下吉田村   | 下吉田村                       | 下吉田村               | 瓜生村                     | 瓜生村                       | 昭和29年1月1日 上中町        | 昭和29年1月1日 上中町        | 平成17年3月31日 三方上中郡若狭町 | 若狭町   |
| 若 狭 国 | 若 狭       | 遠 敷 郡 | 安賀里村   | 安賀里村   | 安賀里村                       | 安賀里村               | 瓜生村                     | 瓜生村                       | 昭和29年1月1日 上中町        | 昭和29年1月1日 上中町        | 平成17年3月31日 三方上中郡若狭町 | 若狭町   |
| 若 狭 国 | 若 狭       | 遠 敷 郡 | 末野村     | 末野村     | 末野村                         | 末野村                 | 瓜生村                     | 瓜生村                       | 昭和29年1月1日 上中町        | 昭和29年1月1日 上中町        | 平成17年3月31日 三方上中郡若狭町 | 若狭町   |
| 若 狭 国 | 若 狭       | 遠 敷 郡 | 有田村     | 有田村     | 有田村                         | 有田村                 | 瓜生村                     | 瓜生村                       | 昭和29年1月1日 上中町        | 昭和29年1月1日 上中町        | 平成17年3月31日 三方上中郡若狭町 | 若狭町   |
| 若 狭 国 | 若 狭       | 遠 敷 郡 | 有田村     | 有田村     | 有田村                         | 明治17年 分立 下タ中村 | 瓜生村                     | 瓜生村                       | 昭和29年1月1日 上中町        | 昭和29年1月1日 上中町        | 平成17年3月31日 三方上中郡若狭町 | 若狭町   |
| 若 狭 国 | 若 狭       | 遠 敷 郡 | 河内村     | 河内村     | 河内村                         | 河内村                 | 熊川村                     | 熊川村                       | 昭和29年1月1日 上中町        | 昭和29年1月1日 上中町        | 平成17年3月31日 三方上中郡若狭町 | 若狭町   |
| 若 狭 国 | 若 狭       | 遠 敷 郡 | 新道村     | 新道村     | 新道村                         | 新道村                 | 熊川村                     | 熊川村                       | 昭和29年1月1日 上中町        | 昭和29年1月1日 上中町        | 平成17年3月31日 三方上中郡若狭町 | 若狭町   |
| 若 狭 国 | 若 狭       | 遠 敷 郡 | 熊川村     | 熊川村     | 熊川村                         | 熊川村                 | 熊川村                     | 熊川村                       | 昭和29年1月1日 上中町        | 昭和29年1月1日 上中町        | 平成17年3月31日 三方上中郡若狭町 | 若狭町   |
| 若 狭 国 | 若 狭       | 遠 敷 郡 | 三宅村     | 三宅村     | 三宅村                         | 三宅村                 | 三宅村                     | 三宅村                       | 昭和29年1月1日 上中町        | 昭和29年1月1日 上中町        | 平成17年3月31日 三方上中郡若狭町 | 若狭町   |
| 若 狭 国 | 若 狭       | 遠 敷 郡 | 三宅村     | 三宅村     | 明治7年 分立 市場村            | 市場村                 | 三宅村                     | 三宅村                       | 昭和29年1月1日 上中町        | 昭和29年1月1日 上中町        | 平成17年3月31日 三方上中郡若狭町 | 若狭町   |
| 若 狭 国 | 若 狭       | 遠 敷 郡 | 三宅村     | 三宅村     | 明治初年 分立 仮屋村           | 仮屋村                 | 三宅村                     | 三宅村                       | 昭和29年1月1日 上中町        | 昭和29年1月1日 上中町        | 平成17年3月31日 三方上中郡若狭町 | 若狭町   |
| 若 狭 国 | 若 狭       | 遠 敷 郡 | 井ノ口村   | 井ノ口村   | 井ノ口村                       | 井ノ口村               | 三宅村                     | 三宅村                       | 昭和29年1月1日 上中町        | 昭和29年1月1日 上中町        | 平成17年3月31日 三方上中郡若狭町 | 若狭町   |
| 若 狭 国 | 若 狭       | 遠 敷 郡 | 天徳寺村   | 天徳寺村   | 天徳寺村                       | 天徳寺村               | 三宅村                     | 三宅村                       | 昭和29年1月1日 上中町        | 昭和29年1月1日 上中町        | 平成17年3月31日 三方上中郡若狭町 | 若狭町   |
| 若 狭 国 | 若 狭       | 遠 敷 郡 | 神谷村     | 神谷村     | 神谷村                         | 神谷村                 | 三宅村                     | 三宅村                       | 昭和29年1月1日 上中町        | 昭和29年1月1日 上中町        | 平成17年3月31日 三方上中郡若狭町 | 若狭町   |
| 若 狭 国 | 若 狭       | 遠 敷 郡 | 日笠村     | 日笠村     | 日笠村                         | 日笠村                 | 三宅村                     | 三宅村                       | 昭和29年1月1日 上中町        | 昭和29年1月1日 上中町        | 平成17年3月31日 三方上中郡若狭町 | 若狭町   |
| 若 狭 国 | 若 狭       | 遠 敷 郡 | 杉山村     | 杉山村     | 杉山村                         | 杉山村                 | 野木村                     | 野木村                       | 昭和29年1月1日 上中町        | 昭和29年1月1日 上中町        | 平成17年3月31日 三方上中郡若狭町 | 若狭町   |
| 若 狭 国 | 若 狭       | 遠 敷 郡 | 堤村       | 堤村       | 堤村                           | 堤村                   | 野木村                     | 野木村                       | 昭和29年1月1日 上中町        | 昭和29年1月1日 上中町        | 平成17年3月31日 三方上中郡若狭町 | 若狭町   |
| 若 狭 国 | 若 狭       | 遠 敷 郡 | 加福六村   | 加福六村   | 加福六村                       | 加福六村               | 野木村                     | 野木村                       | 昭和29年1月1日 上中町        | 昭和29年1月1日 上中町        | 平成17年3月31日 三方上中郡若狭町 | 若狭町   |
| 若 狭 国 | 若 狭       | 遠 敷 郡 | 兼田村     | 兼田村     | 兼田村                         | 兼田村                 | 野木村                     | 野木村                       | 昭和29年1月1日 上中町        | 昭和29年1月1日 上中町        | 平成17年3月31日 三方上中郡若狭町 | 若狭町   |
| 若 狭 国 | 若 狭       | 遠 敷 郡 | 武生村     | 武生村     | 武生村                         | 武生村                 | 野木村                     | 野木村                       | 昭和29年1月1日 上中町        | 昭和29年1月1日 上中町        | 平成17年3月31日 三方上中郡若狭町 | 若狭町   |
| 若 狭 国 | 若 狭       | 遠 敷 郡 | 玉置村     | 玉置村     | 玉置村                         | 玉置村                 | 野木村                     | 野木村                       | 昭和29年1月1日 上中町        | 昭和29年1月1日 上中町        | 平成17年3月31日 三方上中郡若狭町 | 若狭町   |
| 若 狭 国 | 若 狭       | 遠 敷 郡 | 上野木村   | 上野木村   | 上野木村                       | 上野木村               | 野木村                     | 野木村                       | 昭和29年1月1日 上中町        | 昭和29年1月1日 上中町        | 平成17年3月31日 三方上中郡若狭町 | 若狭町   |
| 若 狭 国 | 若 狭       | 遠 敷 郡 | 中野木村   | 中野木村   | 中野木村                       | 中野木村               | 野木村                     | 野木村                       | 昭和29年1月1日 上中町        | 昭和29年1月1日 上中町        | 平成17年3月31日 三方上中郡若狭町 | 若狭町   |
| 若 狭 国 | 若 狭       | 遠 敷 郡 | 下野木村   | 下野木村   | 下野木村                       | 下野木村               | 野木村                     | 野木村                       | 昭和29年1月1日 上中町        | 昭和29年1月1日 上中町        | 平成17年3月31日 三方上中郡若狭町 | 若狭町   |
| 若 狭 国 | 若 狭       | 遠 敷 郡 | 小浜町     | 小浜町     | 小浜町                         | 小浜町                 | 小浜町                     | 昭和10年4月1日 小浜町        | 昭和26年3月30日 小浜市       | 昭和26年3月30日 小浜市       | 小浜市                           | 小浜市   |
| 若 狭 国 | 若 狭       | 遠 敷 郡 | 西津村     | 西津村     | 明治7年 分立 大湊村            | 明治13年 湊村          | 西津村                     | 昭和10年4月1日 小浜町        | 昭和26年3月30日 小浜市       | 昭和26年3月30日 小浜市       | 小浜市                           | 小浜市   |
| 若 狭 国 | 若 狭       | 遠 敷 郡 | 西津村     | 西津村     | 明治7年 分立 小湊村            | 明治13年 湊村          | 西津村                     | 昭和10年4月1日 小浜町        | 昭和26年3月30日 小浜市       | 昭和26年3月30日 小浜市       | 小浜市                           | 小浜市   |
| 若 狭 国 | 若 狭       | 遠 敷 郡 | 西津村     | 西津村     | 明治7年 分立 堀屋敷村          | 堀屋敷村               | 西津村                     | 昭和10年4月1日 小浜町        | 昭和26年3月30日 小浜市       | 昭和26年3月30日 小浜市       | 小浜市                           | 小浜市   |
| 若 狭 国 | 若 狭       | 遠 敷 郡 | 西津村     | 西津村     | 明治7年 分立 北塩屋村          | 北塩屋村               | 西津村                     | 昭和10年4月1日 小浜町        | 昭和26年3月30日 小浜市       | 昭和26年3月30日 小浜市       | 小浜市                           | 小浜市   |
| 若 狭 国 | 若 狭       | 遠 敷 郡 | 西津村     | 西津村     | 明治7年 分立 福谷村            | 福谷村                 | 西津村                     | 昭和10年4月1日 小浜町        | 昭和26年3月30日 小浜市       | 昭和26年3月30日 小浜市       | 小浜市                           | 小浜市   |
| 若 狭 国 | 若 狭       | 遠 敷 郡 | 西津村     | 西津村     | 明治7年 分立 新小松原村        | 新小松原村             | 西津村                     | 昭和10年4月1日 小浜町        | 昭和26年3月30日 小浜市       | 昭和26年3月30日 小浜市       | 小浜市                           | 小浜市   |
| 若 狭 国 | 若 狭       | 遠 敷 郡 | 西津村     | 西津村     | 明治7年 分立 下竹原村          | 下竹原村               | 西津村                     | 昭和10年4月1日 小浜町        | 昭和26年3月30日 小浜市       | 昭和26年3月30日 小浜市       | 小浜市                           | 小浜市   |
| 若 狭 国 | 若 狭       | 遠 敷 郡 | 西津村     | 西津村     | 明治7年 分立 小松原村          | 小松原村               | 西津村                     | 昭和10年4月1日 小浜町        | 昭和26年3月30日 小浜市       | 昭和26年3月30日 小浜市       | 小浜市                           | 小浜市   |
| 若 狭 国 | 若 狭       | 遠 敷 郡 | 西津村     | 西津村     | 西津村                         | 西津村                 | 雲浜村                     | 昭和10年4月1日 小浜町        | 昭和26年3月30日 小浜市       | 昭和26年3月30日 小浜市       | 小浜市                           | 小浜市   |
| 若 狭 国 | 若 狭       | 遠 敷 郡 | 竹原町     | 竹原町     | 明治初年 改称 竹原村           | 竹原村                 | 雲浜村                     | 昭和10年4月1日 小浜町        | 昭和26年3月30日 小浜市       | 昭和26年3月30日 小浜市       | 小浜市                           | 小浜市   |
| 若 狭 国 | 若 狭       | 遠 敷 郡 | 上竹原村   | 一部を除く | 上竹原村                       | 上竹原村               | 雲浜村                     | 昭和10年4月1日 小浜町        | 昭和26年3月30日 小浜市       | 昭和26年3月30日 小浜市       | 小浜市                           | 小浜市   |
| 若 狭 国 | 若 狭       | 遠 敷 郡 | 上竹原村   | 一部       | 上竹原村                       | 上竹原村               | 国富村                     | 国富村                       | 昭和26年3月30日 小浜市       | 昭和26年3月30日 小浜市       | 小浜市                           | 小浜市   |
| 若 狭 国 | 若 狭       | 遠 敷 郡 | 太良庄村   | 太良庄村   | 太良庄村                       | 太良庄村               | 国富村                     | 国富村                       | 昭和26年3月30日 小浜市       | 昭和26年3月30日 小浜市       | 小浜市                           | 小浜市   |
| 若 狭 国 | 若 狭       | 遠 敷 郡 | 高塚村     | 高塚村     | 高塚村                         | 高塚村                 | 国富村                     | 国富村                       | 昭和26年3月30日 小浜市       | 昭和26年3月30日 小浜市       | 小浜市                           | 小浜市   |
| 若 狭 国 | 若 狭       | 遠 敷 郡 | 栗田村     | 栗田村     | 栗田村                         | 栗田村                 | 国富村                     | 国富村                       | 昭和26年3月30日 小浜市       | 昭和26年3月30日 小浜市       | 小浜市                           | 小浜市   |
| 若 狭 国 | 若 狭       | 遠 敷 郡 | 次吉村     | 次吉村     | 次吉村                         | 次吉村                 | 国富村                     | 国富村                       | 昭和26年3月30日 小浜市       | 昭和26年3月30日 小浜市       | 小浜市                           | 小浜市   |
| 若 狭 国 | 若 狭       | 遠 敷 郡 | 羽賀村     | 羽賀村     | 羽賀村                         | 羽賀村                 | 国富村                     | 国富村                       | 昭和26年3月30日 小浜市       | 昭和26年3月30日 小浜市       | 小浜市                           | 小浜市   |
| 若 狭 国 | 若 狭       | 遠 敷 郡 | 奈胡村     | 奈胡村     | 奈胡村                         | 奈胡村                 | 国富村                     | 国富村                       | 昭和26年3月30日 小浜市       | 昭和26年3月30日 小浜市       | 小浜市                           | 小浜市   |
| 若 狭 国 | 若 狭       | 遠 敷 郡 | 熊野村     | 熊野村     | 熊野村                         | 熊野村                 | 国富村                     | 国富村                       | 昭和26年3月30日 小浜市       | 昭和26年3月30日 小浜市       | 小浜市                           | 小浜市   |
| 若 狭 国 | 若 狭       | 遠 敷 郡 | 田烏浦     | 田烏浦     | 田烏浦                         | 田烏浦                 | 内外海村                   | 内外海村                     | 昭和26年3月30日 小浜市       | 昭和26年3月30日 小浜市       | 小浜市                           | 小浜市   |
| 若 狭 国 | 若 狭       | 遠 敷 郡 | 矢代浦     | 矢代浦     | 矢代浦                         | 矢代浦                 | 内外海村                   | 内外海村                     | 昭和26年3月30日 小浜市       | 昭和26年3月30日 小浜市       | 小浜市                           | 小浜市   |
| 若 狭 国 | 若 狭       | 遠 敷 郡 | 志積浦     | 志積浦     | 志積浦                         | 志積浦                 | 内外海村                   | 内外海村                     | 昭和26年3月30日 小浜市       | 昭和26年3月30日 小浜市       | 小浜市                           | 小浜市   |
| 若 狭 国 | 若 狭       | 遠 敷 郡 | 犬熊浦     | 犬熊浦     | 犬熊浦                         | 犬熊浦                 | 内外海村                   | 内外海村                     | 昭和26年3月30日 小浜市       | 昭和26年3月30日 小浜市       | 小浜市                           | 小浜市   |
| 若 狭 国 | 若 狭       | 遠 敷 郡 | 阿納浦     | 阿納浦     | 阿納浦                         | 阿納浦                 | 内外海村                   | 内外海村                     | 昭和26年3月30日 小浜市       | 昭和26年3月30日 小浜市       | 小浜市                           | 小浜市   |
| 若 狭 国 | 若 狭       | 遠 敷 郡 | 西小川浦   | 西小川浦   | 西小川浦                       | 西小川浦               | 内外海村                   | 内外海村                     | 昭和26年3月30日 小浜市       | 昭和26年3月30日 小浜市       | 小浜市                           | 小浜市   |
| 若 狭 国 | 若 狭       | 遠 敷 郡 | 加尾浦     | 加尾浦     | 加尾浦                         | 加尾浦                 | 内外海村                   | 内外海村                     | 昭和26年3月30日 小浜市       | 昭和26年3月30日 小浜市       | 小浜市                           | 小浜市   |
| 若 狭 国 | 若 狭       | 遠 敷 郡 | 阿納尻村   | 阿納尻村   | 阿納尻村                       | 阿納尻村               | 内外海村                   | 内外海村                     | 昭和26年3月30日 小浜市       | 昭和26年3月30日 小浜市       | 小浜市                           | 小浜市   |
| 若 狭 国 | 若 狭       | 遠 敷 郡 | 甲ヶ崎村   | 甲ヶ崎村   | 甲ヶ崎村                       | 甲ヶ崎村               | 内外海村                   | 内外海村                     | 昭和26年3月30日 小浜市       | 昭和26年3月30日 小浜市       | 小浜市                           | 小浜市   |
| 若 狭 国 | 若 狭       | 遠 敷 郡 | 宇久浦     | 宇久浦     | 宇久浦                         | 宇久浦                 | 内外海村                   | 内外海村                     | 昭和26年3月30日 小浜市       | 昭和26年3月30日 小浜市       | 小浜市                           | 小浜市   |
| 若 狭 国 | 若 狭       | 遠 敷 郡 | 若狭浦     | 若狭浦     | 若狭浦                         | 若狭浦                 | 内外海村                   | 内外海村                     | 昭和26年3月30日 小浜市       | 昭和26年3月30日 小浜市       | 小浜市                           | 小浜市   |
| 若 狭 国 | 若 狭       | 遠 敷 郡 | 仏谷浦     | 仏谷浦     | 仏谷浦                         | 仏谷浦                 | 内外海村                   | 内外海村                     | 昭和26年3月30日 小浜市       | 昭和26年3月30日 小浜市       | 小浜市                           | 小浜市   |
| 若 狭 国 | 若 狭       | 遠 敷 郡 | 堅海浦     | 堅海浦     | 堅海浦                         | 堅海浦                 | 内外海村                   | 内外海村                     | 昭和26年3月30日 小浜市       | 昭和26年3月30日 小浜市       | 小浜市                           | 小浜市   |
| 若 狭 国 | 若 狭       | 遠 敷 郡 | 泊浦       | 泊浦       | 泊浦                           | 泊浦                   | 内外海村                   | 内外海村                     | 昭和26年3月30日 小浜市       | 昭和26年3月30日 小浜市       | 小浜市                           | 小浜市   |
| 若 狭 国 | 若 狭       | 遠 敷 郡 | 池河内村   | 池河内村   | 池河内村                       | 池河内村               | 松永村                     | 松永村                       | 昭和26年3月30日 小浜市       | 昭和26年3月30日 小浜市       | 小浜市                           | 小浜市   |
| 若 狭 国 | 若 狭       | 遠 敷 郡 | 門前村     | 門前村     | 門前村                         | 門前村                 | 松永村                     | 松永村                       | 昭和26年3月30日 小浜市       | 昭和26年3月30日 小浜市       | 小浜市                           | 小浜市   |
| 若 狭 国 | 若 狭       | 遠 敷 郡 | 三分一村   | 三分一村   | 三分一村                       | 三分一村               | 松永村                     | 松永村                       | 昭和26年3月30日 小浜市       | 昭和26年3月30日 小浜市       | 小浜市                           | 小浜市   |
| 若 狭 国 | 若 狭       | 遠 敷 郡 | 四分一村   | 四分一村   | 四分一村                       | 四分一村               | 松永村                     | 松永村                       | 昭和26年3月30日 小浜市       | 昭和26年3月30日 小浜市       | 小浜市                           | 小浜市   |
| 若 狭 国 | 若 狭       | 遠 敷 郡 | 上野村     | 上野村     | 上野村                         | 上野村                 | 松永村                     | 松永村                       | 昭和26年3月30日 小浜市       | 昭和26年3月30日 小浜市       | 小浜市                           | 小浜市   |
| 若 狭 国 | 若 狭       | 遠 敷 郡 | 東市場村   | 東市場村   | 東市場村                       | 東市場村               | 松永村                     | 松永村                       | 昭和26年3月30日 小浜市       | 昭和26年3月30日 小浜市       | 小浜市                           | 小浜市   |
| 若 狭 国 | 若 狭       | 遠 敷 郡 | 大興寺村   | 大興寺村   | 大興寺村                       | 大興寺村               | 松永村                     | 松永村                       | 昭和26年3月30日 小浜市       | 昭和26年3月30日 小浜市       | 小浜市                           | 小浜市   |
| 若 狭 国 | 若 狭       | 遠 敷 郡 | 平野村     | 平野村     | 平野村                         | 平野村                 | 松永村                     | 松永村                       | 昭和26年3月30日 小浜市       | 昭和26年3月30日 小浜市       | 小浜市                           | 小浜市   |
| 若 狭 国 | 若 狭       | 遠 敷 郡 | 上根来村   | 上根来村   | 上根来村                       | 上根来村               | 遠敷村                     | 遠敷村                       | 昭和26年3月30日 小浜市       | 昭和26年3月30日 小浜市       | 小浜市                           | 小浜市   |
| 若 狭 国 | 若 狭       | 遠 敷 郡 | 中畑村     | 中畑村     | 中畑村                         | 中畑村                 | 遠敷村                     | 遠敷村                       | 昭和26年3月30日 小浜市       | 昭和26年3月30日 小浜市       | 小浜市                           | 小浜市   |
| 若 狭 国 | 若 狭       | 遠 敷 郡 | 下根来村   | 下根来村   | 下根来村                       | 下根来村               | 遠敷村                     | 遠敷村                       | 昭和26年3月30日 小浜市       | 昭和26年3月30日 小浜市       | 小浜市                           | 小浜市   |
| 若 狭 国 | 若 狭       | 遠 敷 郡 | 忠野村     | 忠野村     | 忠野村                         | 忠野村                 | 遠敷村                     | 遠敷村                       | 昭和26年3月30日 小浜市       | 昭和26年3月30日 小浜市       | 小浜市                           | 小浜市   |
| 若 狭 国 | 若 狭       | 遠 敷 郡 | 神宮寺村   | 神宮寺村   | 神宮寺村                       | 神宮寺村               | 遠敷村                     | 遠敷村                       | 昭和26年3月30日 小浜市       | 昭和26年3月30日 小浜市       | 小浜市                           | 小浜市   |
| 若 狭 国 | 若 狭       | 遠 敷 郡 | 竜前村     | 竜前村     | 竜前村                         | 竜前村                 | 遠敷村                     | 遠敷村                       | 昭和26年3月30日 小浜市       | 昭和26年3月30日 小浜市       | 小浜市                           | 小浜市   |
| 若 狭 国 | 若 狭       | 遠 敷 郡 | 金屋村     | 金屋村     | 金屋村                         | 金屋村                 | 遠敷村                     | 遠敷村                       | 昭和26年3月30日 小浜市       | 昭和26年3月30日 小浜市       | 小浜市                           | 小浜市   |
| 若 狭 国 | 若 狭       | 遠 敷 郡 | 遠敷村     | 遠敷村     | 遠敷村                         | 遠敷村                 | 遠敷村                     | 遠敷村                       | 昭和26年3月30日 小浜市       | 昭和26年3月30日 小浜市       | 小浜市                           | 小浜市   |
| 若 狭 国 | 若 狭       | 遠 敷 郡 | 国分村     | 国分村     | 国分村                         | 国分村                 | 遠敷村                     | 遠敷村                       | 昭和26年3月30日 小浜市       | 昭和26年3月30日 小浜市       | 小浜市                           | 小浜市   |
| 若 狭 国 | 若 狭       | 遠 敷 郡 | 尾崎村     | 尾崎村     | 尾崎村                         | 尾崎村                 | 今富村                     | 今富村                       | 昭和26年3月30日 小浜市       | 昭和26年3月30日 小浜市       | 小浜市                           | 小浜市   |
| 若 狭 国 | 若 狭       | 遠 敷 郡 | 野代村     | 野代村     | 野代村                         | 野代村                 | 今富村                     | 今富村                       | 昭和26年3月30日 小浜市       | 昭和26年3月30日 小浜市       | 小浜市                           | 小浜市   |
| 若 狭 国 | 若 狭       | 遠 敷 郡 | 生守村     | 生守村     | 生守村                         | 生守村                 | 今富村                     | 今富村                       | 昭和26年3月30日 小浜市       | 昭和26年3月30日 小浜市       | 小浜市                           | 小浜市   |
| 若 狭 国 | 若 狭       | 遠 敷 郡 | 多田村     | 多田村     | 多田村                         | 多田村                 | 今富村                     | 今富村                       | 昭和26年3月30日 小浜市       | 昭和26年3月30日 小浜市       | 小浜市                           | 小浜市   |
| 若 狭 国 | 若 狭       | 遠 敷 郡 | 木崎村     | 木崎村     | 木崎村                         | 木崎村                 | 今富村                     | 今富村                       | 昭和26年3月30日 小浜市       | 昭和26年3月30日 小浜市       | 小浜市                           | 小浜市   |
| 若 狭 国 | 若 狭       | 遠 敷 郡 | 和久里村   | 和久里村   | 和久里村                       | 和久里村               | 今富村                     | 今富村                       | 昭和26年3月30日 小浜市       | 昭和26年3月30日 小浜市       | 小浜市                           | 小浜市   |
| 若 狭 国 | 若 狭       | 遠 敷 郡 | 府中村     | 府中村     | 府中村                         | 府中村                 | 今富村                     | 今富村                       | 昭和26年3月30日 小浜市       | 昭和26年3月30日 小浜市       | 小浜市                           | 小浜市   |
| 若 狭 国 | 若 狭       | 遠 敷 郡 | 湯岡村     | 湯岡村     | 湯岡村                         | 湯岡村                 | 今富村                     | 今富村                       | 昭和26年3月30日 小浜市       | 昭和26年3月30日 小浜市       | 小浜市                           | 小浜市   |
| 若 狭 国 | 若 狭       | 遠 敷 郡 | 伏原村     | 伏原村     | 伏原村                         | 伏原村                 | 今富村                     | 今富村                       | 昭和26年3月30日 小浜市       | 昭和26年3月30日 小浜市       | 小浜市                           | 小浜市   |
| 若 狭 国 | 若 狭       | 遠 敷 郡 | 青井村     | 青井村     | 青井村                         | 青井村                 | 今富村                     | 今富村                       | 昭和26年3月30日 小浜市       | 昭和26年3月30日 小浜市       | 小浜市                           | 小浜市   |
| 若 狭 国 | 若 狭       | 遠 敷 郡 | 窪谷村     | 窪谷村     | 窪谷村                         | 明治12年 相生村        | 口名田村                   | 口名田村                     | 昭和26年3月30日 小浜市       | 昭和26年3月30日 小浜市       | 小浜市                           | 小浜市   |
| 若 狭 国 | 若 狭       | 遠 敷 郡 | 桂木村     | 桂木村     | 桂木村                         | 明治12年 相生村        | 口名田村                   | 口名田村                     | 昭和26年3月30日 小浜市       | 昭和26年3月30日 小浜市       | 小浜市                           | 小浜市   |
| 若 狭 国 | 若 狭       | 遠 敷 郡 | 滝谷村     | 滝谷村     | 滝谷村                         | 明治12年 中井村        | 口名田村                   | 口名田村                     | 昭和26年3月30日 小浜市       | 昭和26年3月30日 小浜市       | 小浜市                           | 小浜市   |
| 若 狭 国 | 若 狭       | 遠 敷 郡 | 飛川村     | 飛川村     | 飛川村                         | 明治12年 中井村        | 口名田村                   | 口名田村                     | 昭和26年3月30日 小浜市       | 昭和26年3月30日 小浜市       | 小浜市                           | 小浜市   |
| 若 狭 国 | 若 狭       | 遠 敷 郡 | 五十谷村   | 五十谷村   | 五十谷村                       | 明治12年 中井村        | 口名田村                   | 口名田村                     | 昭和26年3月30日 小浜市       | 昭和26年3月30日 小浜市       | 小浜市                           | 小浜市   |
| 若 狭 国 | 若 狭       | 遠 敷 郡 | 新滝谷村   | 新滝谷村   | 新滝谷村                       | 明治12年 中井村        | 口名田村                   | 口名田村                     | 昭和26年3月30日 小浜市       | 昭和26年3月30日 小浜市       | 小浜市                           | 小浜市   |
| 若 狭 国 | 若 狭       | 遠 敷 郡 | 口田縄村   | 口田縄村   | 口田縄村                       | 口田縄村               | 口名田村                   | 口名田村                     | 昭和26年3月30日 小浜市       | 昭和26年3月30日 小浜市       | 小浜市                           | 小浜市   |
| 若 狭 国 | 若 狭       | 遠 敷 郡 | 奥田縄村   | 奥田縄村   | 奥田縄村                       | 奥田縄村               | 口名田村                   | 口名田村                     | 昭和26年3月30日 小浜市       | 昭和26年3月30日 小浜市       | 小浜市                           | 小浜市   |
| 若 狭 国 | 若 狭       | 遠 敷 郡 | 須縄村     | 須縄村     | 須縄村                         | 須縄村                 | 口名田村                   | 口名田村                     | 昭和26年3月30日 小浜市       | 昭和26年3月30日 小浜市       | 小浜市                           | 小浜市   |
| 若 狭 国 | 若 狭       | 遠 敷 郡 | 谷田部村   | 谷田部村   | 谷田部村                       | 谷田部村               | 口名田村                   | 口名田村                     | 昭和26年3月30日 小浜市       | 昭和26年3月30日 小浜市       | 小浜市                           | 小浜市   |
| 若 狭 国 | 若 狭       | 遠 敷 郡 | 小屋村     | 小屋村     | 小屋村                         | 小屋村                 | 中名田村                   | 中名田村                     | 昭和26年3月30日 小浜市       | 昭和26年3月30日 小浜市       | 小浜市                           | 小浜市   |
| 若 狭 国 | 若 狭       | 遠 敷 郡 | 上田村     | 上田村     | 上田村                         | 上田村                 | 中名田村                   | 中名田村                     | 昭和26年3月30日 小浜市       | 昭和26年3月30日 小浜市       | 小浜市                           | 小浜市   |
| 若 狭 国 | 若 狭       | 遠 敷 郡 | 下田村     | 下田村     | 下田村                         | 下田村                 | 中名田村                   | 中名田村                     | 昭和26年3月30日 小浜市       | 昭和26年3月30日 小浜市       | 小浜市                           | 小浜市   |
| 若 狭 国 | 若 狭       | 遠 敷 郡 | 和多田村   | 和多田村   | 和多田村                       | 和多田村               | 中名田村                   | 中名田村                     | 昭和26年3月30日 小浜市       | 昭和26年3月30日 小浜市       | 小浜市                           | 小浜市   |
| 若 狭 国 | 若 狭       | 遠 敷 郡 | 深谷村     | 深谷村     | 深谷村                         | 深谷村                 | 中名田村                   | 中名田村                     | 昭和26年3月30日 小浜市       | 昭和26年3月30日 小浜市       | 小浜市                           | 小浜市   |
| 若 狭 国 | 若 狭       | 遠 敷 郡 | 深野村     | 深野村     | 深野村                         | 深野村                 | 中名田村                   | 中名田村                     | 昭和26年3月30日 小浜市       | 昭和26年3月30日 小浜市       | 小浜市                           | 小浜市   |
| 若 狭 国 | 若 狭       | 遠 敷 郡 | 大谷村     | 大谷村     | 大谷村                         | 大谷村                 | 宮川村                     | 宮川村                       | 宮川村                       | 昭和30年2月21日 小浜市に編入 | 小浜市                           | 小浜市   |
| 若 狭 国 | 若 狭       | 遠 敷 郡 | 本保村     | 本保村     | 本保村                         | 本保村                 | 宮川村                     | 宮川村                       | 宮川村                       | 昭和30年2月21日 小浜市に編入 | 小浜市                           | 小浜市   |
| 若 狭 国 | 若 狭       | 遠 敷 郡 | 竹長村     | 竹長村     | 竹長村                         | 竹長村                 | 宮川村                     | 宮川村                       | 宮川村                       | 昭和30年2月21日 小浜市に編入 | 小浜市                           | 小浜市   |
| 若 狭 国 | 若 狭       | 遠 敷 郡 | 新保村     | 新保村     | 新保村                         | 新保村                 | 宮川村                     | 宮川村                       | 宮川村                       | 昭和30年2月21日 小浜市に編入 | 小浜市                           | 小浜市   |
| 若 狭 国 | 若 狭       | 遠 敷 郡 | 加茂村     | 加茂村     | 加茂村                         | 加茂村                 | 宮川村                     | 宮川村                       | 宮川村                       | 昭和30年2月21日 小浜市に編入 | 小浜市                           | 小浜市   |
| 若 狭 国 | 若 狭       | 大 飯 郡 | 鯉川村     | 鯉川村     | 鯉川村                         | 鯉川村                 | 加斗村                     | 加斗村                       | 加斗村                       | 昭和30年2月21日 小浜市に編入 | 小浜市                           | 小浜市   |
| 若 狭 国 | 若 狭       | 大 飯 郡 | 岡津村     | 岡津村     | 岡津村                         | 岡津村                 | 加斗村                     | 加斗村                       | 加斗村                       | 昭和30年2月21日 小浜市に編入 | 小浜市                           | 小浜市   |
| 若 狭 国 | 若 狭       | 大 飯 郡 | 本所村     | 本所村     | 本所村                         | 本所村                 | 加斗村                     | 加斗村                       | 加斗村                       | 昭和30年2月21日 小浜市に編入 | 小浜市                           | 小浜市   |
| 若 狭 国 | 若 狭       | 大 飯 郡 | 飯盛村     | 飯盛村     | 飯盛村                         | 飯盛村                 | 加斗村                     | 加斗村                       | 加斗村                       | 昭和30年2月21日 小浜市に編入 | 小浜市                           | 小浜市   |
| 若 狭 国 | 若 狭       | 大 飯 郡 | 西勢村     | 西勢村     | 西勢村                         | 西勢村                 | 加斗村                     | 加斗村                       | 加斗村                       | 昭和30年2月21日 小浜市に編入 | 小浜市                           | 小浜市   |
| 若 狭 国 | 若 狭       | 大 飯 郡 | 東勢村     | 東勢村     | 東勢村                         | 東勢村                 | 加斗村                     | 加斗村                       | 加斗村                       | 昭和30年2月21日 小浜市に編入 | 小浜市                           | 小浜市   |
| 若 狭 国 | 若 狭       | 大 飯 郡 | 長井村     | 長井村     | 長井村                         | 長井村                 | 加斗村                     | 加斗村                       | 昭和30年1月10日 本郷村に編入 | 昭和30年1月15日 大飯町       | 平成18年3月3日 大飯郡おおい町    | おおい町 |
| 若 狭 国 | 若 狭       | 大 飯 郡 | 上下村     | 上下村     | 上下村                         | 明治12年 本郷村        | 本郷村                     | 本郷村                       | 本郷村                       | 昭和30年1月15日 大飯町       | 平成18年3月3日 大飯郡おおい町    | おおい町 |
| 若 狭 国 | 若 狭       | 大 飯 郡 | 市場村     | 市場村     | 市場村                         | 明治12年 本郷村        | 本郷村                     | 本郷村                       | 本郷村                       | 昭和30年1月15日 大飯町       | 平成18年3月3日 大飯郡おおい町    | おおい町 |
| 若 狭 国 | 若 狭       | 大 飯 郡 | 下薗村     | 下薗村     | 下薗村                         | 明治12年 本郷村        | 本郷村                     | 本郷村                       | 本郷村                       | 昭和30年1月15日 大飯町       | 平成18年3月3日 大飯郡おおい町    | おおい町 |
| 若 狭 国 | 若 狭       | 大 飯 郡 | 小堀村     | 小堀村     | 小堀村                         | 小堀村                 | 本郷村                     | 本郷村                       | 本郷村                       | 昭和30年1月15日 大飯町       | 平成18年3月3日 大飯郡おおい町    | おおい町 |
| 若 狭 国 | 若 狭       | 大 飯 郡 | 岡田村     | 岡田村     | 岡田村                         | 岡田村                 | 本郷村                     | 本郷村                       | 本郷村                       | 昭和30年1月15日 大飯町       | 平成18年3月3日 大飯郡おおい町    | おおい町 |
| 若 狭 国 | 若 狭       | 大 飯 郡 | 父子村     | 父子村     | 父子村                         | 父子村                 | 本郷村                     | 本郷村                       | 本郷村                       | 昭和30年1月15日 大飯町       | 平成18年3月3日 大飯郡おおい町    | おおい町 |
| 若 狭 国 | 若 狭       | 大 飯 郡 | 野尻村     | 野尻村     | 野尻村                         | 野尻村                 | 本郷村                     | 本郷村                       | 本郷村                       | 昭和30年1月15日 大飯町       | 平成18年3月3日 大飯郡おおい町    | おおい町 |
| 若 狭 国 | 若 狭       | 大 飯 郡 | 芝崎村     | 芝崎村     | 芝崎村                         | 芝崎村                 | 本郷村                     | 本郷村                       | 本郷村                       | 昭和30年1月15日 大飯町       | 平成18年3月3日 大飯郡おおい町    | おおい町 |
| 若 狭 国 | 若 狭       | 大 飯 郡 | 山田村     | 山田村     | 山田村                         | 山田村                 | 本郷村                     | 本郷村                       | 本郷村                       | 昭和30年1月15日 大飯町       | 平成18年3月3日 大飯郡おおい町    | おおい町 |
| 若 狭 国 | 若 狭       | 大 飯 郡 | 尾内村     | 尾内村     | 尾内村                         | 尾内村                 | 本郷村                     | 本郷村                       | 本郷村                       | 昭和30年1月15日 大飯町       | 平成18年3月3日 大飯郡おおい町    | おおい町 |
| 若 狭 国 | 若 狭       | 大 飯 郡 | 犬見村     | 犬見村     | 犬見村                         | 犬見村                 | 本郷村                     | 本郷村                       | 本郷村                       | 昭和30年1月15日 大飯町       | 平成18年3月3日 大飯郡おおい町    | おおい町 |
| 若 狭 国 | 若 狭       | 大 飯 郡 | 川上村     | 川上村     | 川上村                         | 川上村                 | 佐分利村                   | 佐分利村                     | 佐分利村                     | 昭和30年1月15日 大飯町       | 平成18年3月3日 大飯郡おおい町    | おおい町 |
| 若 狭 国 | 若 狭       | 大 飯 郡 | 三森村     | 三森村     | 三森村                         | 三森村                 | 佐分利村                   | 佐分利村                     | 佐分利村                     | 昭和30年1月15日 大飯町       | 平成18年3月3日 大飯郡おおい町    | おおい町 |
| 若 狭 国 | 若 狭       | 大 飯 郡 | 久保村     | 久保村     | 久保村                         | 久保村                 | 佐分利村                   | 佐分利村                     | 佐分利村                     | 昭和30年1月15日 大飯町       | 平成18年3月3日 大飯郡おおい町    | おおい町 |
| 若 狭 国 | 若 狭       | 大 飯 郡 | 川関村     | 川関村     | 明治8年 安川村                 | 安川村                 | 佐分利村                   | 佐分利村                     | 佐分利村                     | 昭和30年1月15日 大飯町       | 平成18年3月3日 大飯郡おおい町    | おおい町 |
| 若 狭 国 | 若 狭       | 大 飯 郡 | 安井村     |            | 明治8年 安川村                 | 安川村                 | 佐分利村                   | 佐分利村                     | 佐分利村                     | 昭和30年1月15日 大飯町       | 平成18年3月3日 大飯郡おおい町    | おおい町 |
| 若 狭 国 | 若 狭       | 大 飯 郡 | 福谷村     | 福谷村     | 福谷村                         | 福谷村                 | 佐分利村                   | 佐分利村                     | 佐分利村                     | 昭和30年1月15日 大飯町       | 平成18年3月3日 大飯郡おおい町    | おおい町 |
| 若 狭 国 | 若 狭       | 大 飯 郡 | 石山村     | 石山村     | 石山村                         | 石山村                 | 佐分利村                   | 佐分利村                     | 佐分利村                     | 昭和30年1月15日 大飯町       | 平成18年3月3日 大飯郡おおい町    | おおい町 |
| 若 狭 国 | 若 狭       | 大 飯 郡 | 小車田村   | 小車田村   | 小車田村                       | 小車田村               | 佐分利村                   | 佐分利村                     | 佐分利村                     | 昭和30年1月15日 大飯町       | 平成18年3月3日 大飯郡おおい町    | おおい町 |
| 若 狭 国 | 若 狭       | 大 飯 郡 | 佐畑村     | 佐畑村     | 佐畑村                         | 佐畑村                 | 佐分利村                   | 佐分利村                     | 佐分利村                     | 昭和30年1月15日 大飯町       | 平成18年3月3日 大飯郡おおい町    | おおい町 |
| 若 狭 国 | 若 狭       | 大 飯 郡 | 鹿野村     | 鹿野村     | 鹿野村                         | 鹿野村                 | 佐分利村                   | 佐分利村                     | 佐分利村                     | 昭和30年1月15日 大飯町       | 平成18年3月3日 大飯郡おおい町    | おおい町 |
| 若 狭 国 | 若 狭       | 大 飯 郡 | 笹谷村     | 笹谷村     | 笹谷村                         | 笹谷村                 | 佐分利村                   | 佐分利村                     | 佐分利村                     | 昭和30年1月15日 大飯町       | 平成18年3月3日 大飯郡おおい町    | おおい町 |
| 若 狭 国 | 若 狭       | 大 飯 郡 | 神崎村     | 神崎村     | 神崎村                         | 神崎村                 | 佐分利村                   | 佐分利村                     | 佐分利村                     | 昭和30年1月15日 大飯町       | 平成18年3月3日 大飯郡おおい町    | おおい町 |
| 若 狭 国 | 若 狭       | 大 飯 郡 | 岡安村     | 岡安村     | 岡安村                         | 岡安村                 | 佐分利村                   | 佐分利村                     | 佐分利村                     | 昭和30年1月15日 大飯町       | 平成18年3月3日 大飯郡おおい町    | おおい町 |
| 若 狭 国 | 若 狭       | 大 飯 郡 | 広岡村     | 広岡村     | 広岡村                         | 広岡村                 | 佐分利村                   | 佐分利村                     | 佐分利村                     | 昭和30年1月15日 大飯町       | 平成18年3月3日 大飯郡おおい町    | おおい町 |
| 若 狭 国 | 若 狭       | 大 飯 郡 | 万願寺村   | 万願寺村   | 万願寺村                       | 万願寺村               | 佐分利村                   | 佐分利村                     | 佐分利村                     | 昭和30年1月15日 大飯町       | 平成18年3月3日 大飯郡おおい町    | おおい町 |
| 若 狭 国 | 若 狭       | 大 飯 郡 | 大島村     | 大島村     | 大島村                         | 大島村                 | 大島村                     | 大島村                       | 大島村                       | 昭和30年1月15日 大飯町       | 平成18年3月3日 大飯郡おおい町    | おおい町 |
| 若 狭 国 | 若 狭       | 遠 敷 郡 | 虫鹿野村   | 虫鹿野村   | 虫鹿野村                       | 虫鹿野村               | 南名田村                   | 明治24年4月1日 改称 知三村   | 昭和30年1月1日 名田庄村      | 昭和30年1月1日 名田庄村      | 平成18年3月3日 大飯郡おおい町    | おおい町 |
| 若 狭 国 | 若 狭       | 遠 敷 郡 | 挙野村     | 挙野村     | 挙野村                         | 挙野村                 | 南名田村                   | 明治24年4月1日 改称 知三村   | 昭和30年1月1日 名田庄村      | 昭和30年1月1日 名田庄村      | 平成18年3月3日 大飯郡おおい町    | おおい町 |
| 若 狭 国 | 若 狭       | 遠 敷 郡 | 小倉畑村   | 小倉畑村   | 小倉畑村                       | 小倉畑村               | 南名田村                   | 明治24年4月1日 改称 知三村   | 昭和30年1月1日 名田庄村      | 昭和30年1月1日 名田庄村      | 平成18年3月3日 大飯郡おおい町    | おおい町 |
| 若 狭 国 | 若 狭       | 遠 敷 郡 | 久坂村     | 久坂村     | 久坂村                         | 久坂村                 | 南名田村                   | 明治24年4月1日 改称 知三村   | 昭和30年1月1日 名田庄村      | 昭和30年1月1日 名田庄村      | 平成18年3月3日 大飯郡おおい町    | おおい町 |
| 若 狭 国 | 若 狭       | 遠 敷 郡 | 三重村     | 三重村     | 三重村                         | 三重村                 | 南名田村                   | 明治24年4月1日 改称 知三村   | 昭和30年1月1日 名田庄村      | 昭和30年1月1日 名田庄村      | 平成18年3月3日 大飯郡おおい町    | おおい町 |
| 若 狭 国 | 若 狭       | 遠 敷 郡 | 志見ヶ谷村 | 志見ヶ谷村 | 明治初年 改称 染ヶ谷村         | 染ヶ谷村               | 南名田村                   | 明治24年4月1日 改称 知三村   | 昭和30年1月1日 名田庄村      | 昭和30年1月1日 名田庄村      | 平成18年3月3日 大飯郡おおい町    | おおい町 |
| 若 狭 国 | 若 狭       | 遠 敷 郡 | 槙谷村     | 槙谷村     | 槙谷村                         | 槙谷村                 | 南名田村                   | 明治24年4月1日 改称 知三村   | 昭和30年1月1日 名田庄村      | 昭和30年1月1日 名田庄村      | 平成18年3月3日 大飯郡おおい町    | おおい町 |
| 若 狭 国 | 若 狭       | 遠 敷 郡 | 堂本村     | 堂本村     | 堂本村                         | 堂本村                 | 南名田村                   | 明治24年4月1日 改称 知三村   | 昭和30年1月1日 名田庄村      | 昭和30年1月1日 名田庄村      | 平成18年3月3日 大飯郡おおい町    | おおい町 |
| 若 狭 国 | 若 狭       | 遠 敷 郡 | 小倉村     | 小倉村     | 小倉村                         | 小倉村                 | 南名田村                   | 明治24年4月1日 改称 知三村   | 昭和30年1月1日 名田庄村      | 昭和30年1月1日 名田庄村      | 平成18年3月3日 大飯郡おおい町    | おおい町 |
| 若 狭 国 | 若 狭       | 遠 敷 郡 | 納田終村   | 納田終村   | 納田終村                       | 納田終村               | 奥名田村                   | 奥名田村                     | 昭和30年1月1日 名田庄村      | 昭和30年1月1日 名田庄村      | 平成18年3月3日 大飯郡おおい町    | おおい町 |
| 若 狭 国 | 若 狭       | 遠 敷 郡 | 奥坂本村   | 奥坂本村   | 奥坂本村                       | 奥坂本村               | 奥名田村                   | 奥名田村                     | 昭和30年1月1日 名田庄村      | 昭和30年1月1日 名田庄村      | 平成18年3月3日 大飯郡おおい町    | おおい町 |
| 若 狭 国 | 若 狭       | 遠 敷 郡 | 口坂本村   | 口坂本村   | 口坂本村                       | 口坂本村               | 奥名田村                   | 奥名田村                     | 昭和30年1月1日 名田庄村      | 昭和30年1月1日 名田庄村      | 平成18年3月3日 大飯郡おおい町    | おおい町 |
| 若 狭 国 | 若 狭       | 遠 敷 郡 | 井上村     | 井上村     | 井上村                         | 井上村                 | 奥名田村                   | 奥名田村                     | 昭和30年1月1日 名田庄村      | 昭和30年1月1日 名田庄村      | 平成18年3月3日 大飯郡おおい町    | おおい町 |
| 若 狭 国 | 若 狭       | 遠 敷 郡 | 西谷村     | 西谷村     | 西谷村                         | 西谷村                 | 奥名田村                   | 奥名田村                     | 昭和30年1月1日 名田庄村      | 昭和30年1月1日 名田庄村      | 平成18年3月3日 大飯郡おおい町    | おおい町 |
| 若 狭 国 | 若 狭       | 遠 敷 郡 | 中村       | 中村       | 中村                           | 中村                   | 奥名田村                   | 奥名田村                     | 昭和30年1月1日 名田庄村      | 昭和30年1月1日 名田庄村      | 平成18年3月3日 大飯郡おおい町    | おおい町 |
| 若 狭 国 | 若 狭       | 遠 敷 郡 | 下村       | 下村       | 下村                           | 下村                   | 奥名田村                   | 奥名田村                     | 昭和30年1月1日 名田庄村      | 昭和30年1月1日 名田庄村      | 平成18年3月3日 大飯郡おおい町    | おおい町 |
| 若 狭 国 | 若 狭       | 大 飯 郡 | 高浜村     | 高浜村     | 高浜村                         | 高浜村                 | 高浜村                     | 明治45年4月1日 町制 高浜町   | 高浜町                       | 昭和30年2月11日 高浜町       | 高浜町                           | 高浜町   |
| 若 狭 国 | 若 狭       | 大 飯 郡 | 中津海村   | 中津海村   | 中津海村                       | 中津海村               | 高浜村                     | 明治45年4月1日 町制 高浜町   | 高浜町                       | 昭和30年2月11日 高浜町       | 高浜町                           | 高浜町   |
| 若 狭 国 | 若 狭       | 大 飯 郡 | 鐘寄村     | 鐘寄村     | 鐘寄村                         | 鐘寄村                 | 高浜村                     | 明治45年4月1日 町制 高浜町   | 高浜町                       | 昭和30年2月11日 高浜町       | 高浜町                           | 高浜町   |
| 若 狭 国 | 若 狭       | 大 飯 郡 | 畑村       | 畑村       | 畑村                           | 畑村                   | 高浜村                     | 明治45年4月1日 町制 高浜町   | 高浜町                       | 昭和30年2月11日 高浜町       | 高浜町                           | 高浜町   |
| 若 狭 国 | 若 狭       | 大 飯 郡 | 立石村     | 立石村     | 立石村                         | 立石村                 | 高浜村                     | 明治45年4月1日 町制 高浜町   | 高浜町                       | 昭和30年2月11日 高浜町       | 高浜町                           | 高浜町   |
| 若 狭 国 | 若 狭       | 大 飯 郡 | 薗部村     | 薗部村     | 薗部村                         | 薗部村                 | 高浜村                     | 明治45年4月1日 町制 高浜町   | 高浜町                       | 昭和30年2月11日 高浜町       | 高浜町                           | 高浜町   |
| 若 狭 国 | 若 狭       | 大 飯 郡 | 岩神村     | 岩神村     | 岩神村                         | 岩神村                 | 高浜村                     | 明治45年4月1日 町制 高浜町   | 高浜町                       | 昭和30年2月11日 高浜町       | 高浜町                           | 高浜町   |
| 若 狭 国 | 若 狭       | 大 飯 郡 | 笠原村     | 笠原村     | 笠原村                         | 笠原村                 | 高浜村                     | 明治45年4月1日 町制 高浜町   | 高浜町                       | 昭和30年2月11日 高浜町       | 高浜町                           | 高浜町   |
| 若 狭 国 | 若 狭       | 大 飯 郡 | 子生村     | 子生村     | 子生村                         | 子生村                 | 高浜村                     | 明治45年4月1日 町制 高浜町   | 高浜町                       | 昭和30年2月11日 高浜町       | 高浜町                           | 高浜町   |
| 若 狭 国 | 若 狭       | 大 飯 郡 | 坂田村     | 坂田村     | 坂田村                         | 坂田村                 | 高浜村                     | 明治45年4月1日 町制 高浜町   | 高浜町                       | 昭和30年2月11日 高浜町       | 高浜町                           | 高浜町   |
| 若 狭 国 | 若 狭       | 大 飯 郡 | 上津村     | 上津村     | 上津村                         | 上津村                 | 青郷村                     | 青郷村                       | 青郷村                       | 昭和30年2月11日 高浜町       | 高浜町                           | 高浜町   |
| 若 狭 国 | 若 狭       | 大 飯 郡 | 六路谷村   | 六路谷村   | 六路谷村                       | 六路谷村               | 青郷村                     | 青郷村                       | 青郷村                       | 昭和30年2月11日 高浜町       | 高浜町                           | 高浜町   |
| 若 狭 国 | 若 狭       | 大 飯 郡 | 蒜畠村     | 蒜畠村     | 蒜畠村                         | 蒜畠村                 | 青郷村                     | 青郷村                       | 青郷村                       | 昭和30年2月11日 高浜町       | 高浜町                           | 高浜町   |
| 若 狭 国 | 若 狭       | 大 飯 郡 | 今寺村     | 今寺村     | 今寺村                         | 今寺村                 | 青郷村                     | 青郷村                       | 青郷村                       | 昭和30年2月11日 高浜町       | 高浜町                           | 高浜町   |
| 若 狭 国 | 若 狭       | 大 飯 郡 | 高野村     | 高野村     | 高野村                         | 高野村                 | 青郷村                     | 青郷村                       | 青郷村                       | 昭和30年2月11日 高浜町       | 高浜町                           | 高浜町   |
| 若 狭 国 | 若 狭       | 大 飯 郡 | 中山村     | 中山村     | 中山村                         | 中山村                 | 青郷村                     | 青郷村                       | 青郷村                       | 昭和30年2月11日 高浜町       | 高浜町                           | 高浜町   |
| 若 狭 国 | 若 狭       | 大 飯 郡 | 高屋村     | 高屋村     | 高屋村                         | 高屋村                 | 青郷村                     | 青郷村                       | 青郷村                       | 昭和30年2月11日 高浜町       | 高浜町                           | 高浜町   |
| 若 狭 国 | 若 狭       | 大 飯 郡 | 小和田村   | 小和田村   | 小和田村                       | 小和田村               | 青郷村                     | 青郷村                       | 青郷村                       | 昭和30年2月11日 高浜町       | 高浜町                           | 高浜町   |
| 若 狭 国 | 若 狭       | 大 飯 郡 | 関屋村     | 関屋村     | 関屋村                         | 関屋村                 | 青郷村                     | 青郷村                       | 青郷村                       | 昭和30年2月11日 高浜町       | 高浜町                           | 高浜町   |
| 若 狭 国 | 若 狭       | 大 飯 郡 | 横津海村   | 横津海村   | 横津海村                       | 横津海村               | 青郷村                     | 青郷村                       | 青郷村                       | 昭和30年2月11日 高浜町       | 高浜町                           | 高浜町   |
| 若 狭 国 | 若 狭       | 大 飯 郡 | 青村       | 青村       | 青村                           | 青村                   | 青郷村                     | 青郷村                       | 青郷村                       | 昭和30年2月11日 高浜町       | 高浜町                           | 高浜町   |
| 若 狭 国 | 若 狭       | 大 飯 郡 | 日置村     | 日置村     | 日置村                         | 日置村                 | 青郷村                     | 青郷村                       | 青郷村                       | 昭和30年2月11日 高浜町       | 高浜町                           | 高浜町   |
| 若 狭 国 | 若 狭       | 大 飯 郡 | 三松村     | 三松村     | 三松村                         | 明治15年 東三松村      | 青郷村                     | 青郷村                       | 青郷村                       | 昭和30年2月11日 高浜町       | 高浜町                           | 高浜町   |
| 若 狭 国 | 若 狭       | 大 飯 郡 | 三松村     | 三松村     | 三松村                         | 明治15年 西三松村      | 青郷村                     | 青郷村                       | 青郷村                       | 昭和30年2月11日 高浜町       | 高浜町                           | 高浜町   |
| 若 狭 国 | 若 狭       | 大 飯 郡 | 上瀬村     | 上瀬村     | 上瀬村                         | 上瀬村                 | 内浦村                     | 内浦村                       | 内浦村                       | 昭和30年2月11日 高浜町       | 高浜町                           | 高浜町   |
| 若 狭 国 | 若 狭       | 大 飯 郡 | 日引村     | 日引村     | 日引村                         | 日引村                 | 内浦村                     | 内浦村                       | 内浦村                       | 昭和30年2月11日 高浜町       | 高浜町                           | 高浜町   |
| 若 狭 国 | 若 狭       | 大 飯 郡 | 宮尾村     | 宮尾村     | 宮尾村                         | 宮尾村                 | 内浦村                     | 内浦村                       | 内浦村                       | 昭和30年2月11日 高浜町       | 高浜町                           | 高浜町   |
| 若 狭 国 | 若 狭       | 大 飯 郡 | 下村       | 下村       | 下村                           | 下村                   | 内浦村                     | 内浦村                       | 内浦村                       | 昭和30年2月11日 高浜町       | 高浜町                           | 高浜町   |
| 若 狭 国 | 若 狭       | 大 飯 郡 | 下鎌倉村   | 下鎌倉村   | 下鎌倉村                       | 明治12年 鎌倉村        | 内浦村                     | 内浦村                       | 内浦村                       | 昭和30年2月11日 高浜町       | 高浜町                           | 高浜町   |
| 若 狭 国 | 若 狭       | 大 飯 郡 | 上鎌倉村   | 上鎌倉村   | 上鎌倉村                       | 明治12年 鎌倉村        | 内浦村                     | 内浦村                       | 内浦村                       | 昭和30年2月11日 高浜町       | 高浜町                           | 高浜町   |
| 若 狭 国 | 若 狭       | 大 飯 郡 | 山中村     | 山中村     | 山中村                         | 山中村                 | 内浦村                     | 内浦村                       | 内浦村                       | 昭和30年2月11日 高浜町       | 高浜町                           | 高浜町   |
| 若 狭 国 | 若 狭       | 大 飯 郡 | 神野村     | 神野村     | 神野村                         | 神野村                 | 内浦村                     | 内浦村                       | 内浦村                       | 昭和30年2月11日 高浜町       | 高浜町                           | 高浜町   |
| 若 狭 国 | 若 狭       | 大 飯 郡 | 神野浦     | 神野浦     | 神野浦                         | 神野浦                 | 内浦村                     | 内浦村                       | 内浦村                       | 昭和30年2月11日 高浜町       | 高浜町                           | 高浜町   |
| 若 狭 国 | 若 狭       | 大 飯 郡 | 難波江村   | 難波江村   | 難波江村                       | 難波江村               | 内浦村                     | 内浦村                       | 内浦村                       | 昭和30年2月11日 高浜町       | 高浜町                           | 高浜町   |
| 若 狭 国 | 若 狭       | 大 飯 郡 | 小黒飯村   | 小黒飯村   | 小黒飯村                       | 小黒飯村               | 内浦村                     | 内浦村                       | 内浦村                       | 昭和30年2月11日 高浜町       | 高浜町                           | 高浜町   |
| 若 狭 国 | 若 狭       | 大 飯 郡 | 音海村     | 音海村     | 音海村                         | 音海村                 | 内浦村                     | 内浦村                       | 内浦村                       | 昭和30年2月11日 高浜町       | 高浜町                           | 高浜町   |
| 若 狭 国 | 若 狭       | 大 飯 郡 | 和田村     | 和田村     | 和田村                         | 和田村                 | 和田村                     | 和田村                       | 和田村                       | 昭和30年2月11日 高浜町       | 高浜町                           | 高浜町   |
| 若 狭 国 | 若 狭       | 大 飯 郡 | 馬居寺村   | 馬居寺村   | 馬居寺村                       | 馬居寺村               | 和田村                     | 和田村                       | 和田村                       | 昭和30年2月11日 高浜町       | 高浜町                           | 高浜町   |
| 若 狭 国 | 若 狭       | 大 飯 郡 | 上車持村   | 上車持村   | 上車持村                       | 上車持村               | 和田村                     | 和田村                       | 和田村                       | 昭和30年2月11日 高浜町       | 高浜町                           | 高浜町   |
| 若 狭 国 | 若 狭       | 大 飯 郡 | 下車持村   | 下車持村   | 下車持村                       | 下車持村               | 和田村                     | 和田村                       | 和田村                       | 昭和30年2月11日 高浜町       | 高浜町                           | 高浜町   |

## 地理
若狭湾沿岸は、地形が入り組んだリアス式海岸が続き、平野が狭小であるため、古くから港を中心にして発展してきた。奈良・平安時代から畿内の外港として機能し、渤海国からの使節が寄港し、宿泊する松原客館が置かれたほか（気比松原）、江戸時代には、出羽国や加賀国から、京や大坂（京阪）へ物資を運ぶ北前船の寄港地となり、鯖街道を通して京や近江との交流が盛んで、現在でも京都府・滋賀県（京滋）とも繋がりが深い地域である。また風光明媚な海岸として、福井県内は元より、県外から若狭湾へ海水浴に訪れる者も多くみられる。
また、この地域は琵琶湖の北の日本海岸に位置する。
地形
- 海岸：若狭湾
- 山・峠：木ノ芽峠、愛発山、青葉山、野坂山地（野坂岳、乗鞍岳）、若丹山地（百里ヶ岳、頭巾山、三十三間山）
- 川：遠敷川、笙の川
- 湖：三方五湖
- 港：敦賀港、小浜港

### 都市雇用圏（10% 通勤圏）の変遷
金本良嗣・徳岡一幸によって提案された都市圏。細かい定義等は都市雇用圏に則する。一般的な都市圏の定義については都市圏を参照のこと。
- 10% 通勤圏に入っていない自治体は、各統計年の欄で灰色かつ「-」で示す。

| 自治体 ('80)  | 1980年                | 1990年                | 1995年                | 2000年                | 2005年                | 2010年 | 2015年 | 自治体 （現在） |
| ------------- | --------------------- | --------------------- | --------------------- | --------------------- | --------------------- | ------ | ------ | --------------- |
| 敦賀市        | 敦賀 都市圏 8万4886人 | 敦賀 都市圏 9万1080人 | 敦賀 都市圏 8万9049人 | 敦賀 都市圏 8万8928人 | 敦賀 都市圏 7万9425人 |        |        | 敦賀市          |
| 美浜町        | 敦賀 都市圏 8万4886人 | 敦賀 都市圏 9万1080人 | 敦賀 都市圏 8万9049人 | 敦賀 都市圏 8万8928人 | 敦賀 都市圏 7万9425人 |        |        | 美浜町          |
| 三方町        | 敦賀 都市圏 8万4886人 | 敦賀 都市圏 9万1080人 | 敦賀 都市圏 8万9049人 | 敦賀 都市圏 8万8928人 | 小浜 都市圏 5万8179人 |        |        | 若狭町          |
| 上中町        | 小浜 都市圏 4万5287人 | 小浜 都市圏 4万4833人 | 小浜 都市圏 4万4676人 | 小浜 都市圏 4万4395人 | 小浜 都市圏 5万8179人 |        |        | 若狭町          |
| 小浜市 高島郡 | 小浜 都市圏 4万5287人 | 小浜 都市圏 4万4833人 | 小浜 都市圏 4万4676人 | 小浜 都市圏 4万4395人 | 小浜 都市圏 5万8179人 |        |        | 小浜市 高島市   |
| 名田庄村      | 小浜 都市圏 4万5287人 | 小浜 都市圏 4万4833人 | 小浜 都市圏 4万4676人 | 小浜 都市圏 4万4395人 | 小浜 都市圏 5万8179人 |        |        | おおい町        |
| 大飯町        | -                     | -                     | -                     | -                     | 小浜 都市圏 5万8179人 |        |        | おおい町        |
| 高浜町        | 舞鶴 都市圏           | 舞鶴 都市圏           | 舞鶴 都市圏           | 舞鶴 都市圏           | 舞鶴 都市圏           |        |        | 高浜町          |

- 2005年3月31日：三方郡三方町・遠敷郡上中町が新設合併し、三方上中郡若狭町となる。
- 2006年3月3日：大飯郡大飯町・遠敷郡名田庄村が新設合併し、大飯郡おおい町となる。

## 原子力発電所
- 日本原子力発電
  - 敦賀発電所（敦賀市）
- 日本原子力研究開発機構
  - もんじゅ（高速増殖炉・敦賀市）- 運転停止・廃炉作業中。
  - ふげん（新型転換炉・敦賀市） - 運転停止・廃炉作業中。
- 関西電力
  - 美浜発電所（美浜町）
  - 大飯発電所（おおい町）
  - 高浜発電所（高浜町）

## 交通

### 鉄道
- 西日本旅客鉄道（JR西日本）
  - 北陸本線
  - 小浜線

### 道路
高速道路
- 北陸自動車道
- 舞鶴若狭自動車道

国道
- 国道8号
- 国道27号
- 国道161号
- 国道162号
- 国道303号
- 国道367号
- 国道476号

道の駅
- 道の駅うみんぴあ大飯
- 道の駅シーサイド高浜
- 道の駅名田庄
- 道の駅三方五湖
- 道の駅若狭おばま
- 道の駅若狭熊川宿

## テレビ局
- NHK福井放送局
- 福井放送
- 福井テレビジョン放送
- 讀賣テレビ放送
- 毎日放送
- 関西テレビ放送
- 朝日放送テレビ
- 京都放送
- びわ湖放送

## その他
大浦半島の付け根に位置する志楽谷（現在の舞鶴市志楽）は、遅くとも分国前の和銅2年（709年）には丹波国に属していたが、北東部の田結（同・田井）など半島の大部分は奈良時代（710年 - 794年）前期まで若狭国に属していたことが分かっている。